# Shaun Murphy (snooker)
Pour les articles homonymes, voir Shaun Murphy, Shaun Murphy (football) et Murphy.
Shaun Murphy est un joueur de snooker britannique né le 10 août 1982 à Harlow, en Angleterre.
En 2005, il est sacré champion du monde à l'âge de 22 ans. Alors issu des qualifications, il élimine successivement Chris Small, John Higgins, Steve Davis, Peter Ebdon et Matthew Stevens. Cette performance lui permet de se faire remarquer et par la suite, ses pairs commencent à le surnommer le « magicien » pour son « cue action » et pour son efficacité sur les empochages longs. 
Il a également été finaliste du championnat du monde en 2009, 2015 et 2021. Murphy compte à son palmarès douze titres dans des tournois de classement ; parmi lesquels le championnat du Royaume-Uni 2008, l'Open mondial 2014, le championnat de Chine 2019, l'Open du pays de Galles 2020 ou encore, le championnat du circuit 2023 et une meilleure place de no 3 mondial qu'il a occupé pendant trois ans.
En remportant le Masters 2015, Murphy est devenu seulement le dixième joueur de l'histoire du snooker à compléter une triple couronne en carrière. Dix ans après, il remporte à nouveau le tournoi, contre Kyren Wilson.

## Carrière

### Débuts (1998-2004)
Murphy naît à Harlow en Angleterre, et commence à jouer au snooker à seulement huit ans, après avoir reçu de la part de ses parents une table de snooker pour Noël. Murphy n'a que dix ans lorsqu'il réalise son premier century break,. Il commence alors à s'entraîner au Rushen Snooker Centre, club qui a vu passer des grands noms de la discipline comme Stephen Hendry, Mark Williams ou Ken Doherty, tous vainqueurs des championnats du monde. En 1998, il lance une carrière professionnelle à l'âge de 15 ans.La carrière professionnelle de Murphy débute sur le circuit du Royaume-Uni, équivalent du circuit du challenge aujourd'hui. Avec deux tournois gagnés et une finale perdue, l'Anglais prend la 3e place du classement général. 
En 2000, il remporte le championnat amateur d'Angleterre et est élu « jeune joueur de l'année » par sa fédération,. La même année, une victoire face à Stuart Bingham lui vaut un premier titre professionnel lors du championnat Benson & Hedges. Grâce à ce succès, Murphy se voit octroyer une invitation au Masters malgré son modeste statut de 151e joueur mondial, où il dispute un match de barrage contre Marco Fu, alors 15e joueur mondial,. Murphy ne cède pas à la pression d'un premier match télévisé et l'emporte. Il joue face à Stephen Hendry au premier tour, contre qui il mène 4-1, à deux manches de s'imposer, avant de perdre cinq manches consécutives, et le match.
Murphy se qualifie au championnat du monde en 2002 et en 2003, mais échoue à chaque fois au premier tour, face à Stephen Hendry et Ken Doherty,. En 2004, il réalise sa première demi-finale lors de l'Open de Grande-Bretagne, où il est lourdement battu par l'Écossais John Higgins (6-0),.

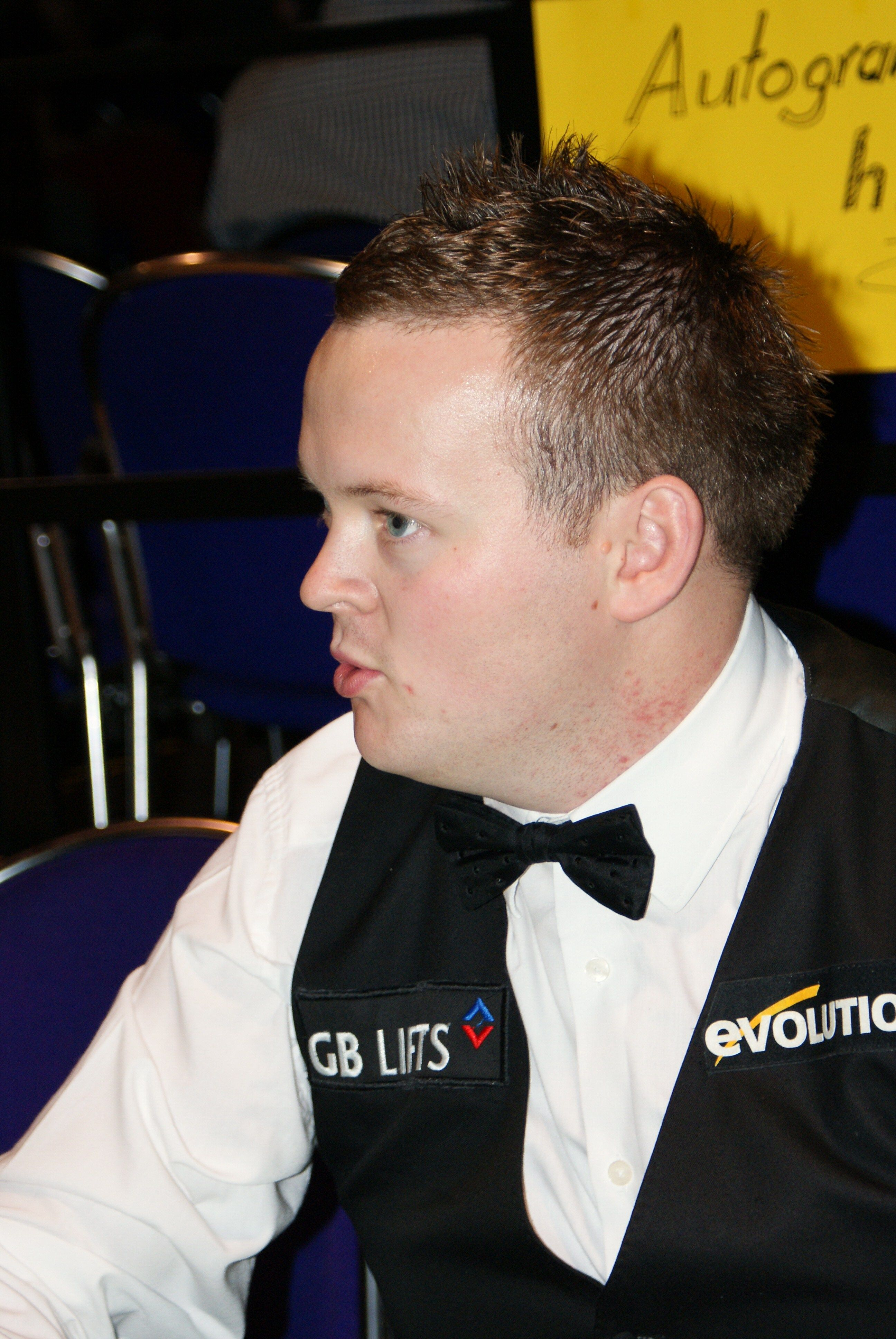
Shaun Murphy en 2008.

### Titre de champion du monde en 2005
Murphy remporte deux matchs de qualifications pour une place au Championnat du monde 2005. Il défait les anciens champions du monde John Higgins (13-8), Steve Davis (13-4) et Peter Ebdon (17-12) pour une place en finale contre Matthew Stevens, 6e joueur mondial. La finale se joue sur deux jours. À la fin de la première journée, Murphy est mené 10-6 par Stevens mais il revient dans la partie lors de la deuxième journée. Il égalise le score à 16-16 puis remporte les deux manches suivantes pour le gain du trophée. Murphy réalise le plus grand nombre de centuries du tournoi cette année-là (11). Les observateurs considèrent la victoire de Murphy comme une surprise majeure puisqu'il n'est que le deuxième qualifié victorieux d'un championnat du monde, après Alex Higgins en 1972 et Terry Griffiths en 1979. À l'âge de 22 ans, Murphy est aussi le deuxième plus jeune vainqueur, derrière Stephen Hendry et ses 21 ans en 1991. Avant Murphy, aucun autre joueur n'a dû jouer sept matchs pour remporter un championnat du monde. Classé no 48 mondial avant le début du tournoi, il est le joueur le moins bien classé sacré champion du monde depuis Joe Johnson en 1986. Grâce à son parcours atypique, Murphy acquiert le surnom de « magicien ». Il multiplie également son prize money par deux ce qui lui permet d'acheter une voiture et une maison. En juillet 2005, il épouse Claire, sa fiancée.

### Point culminant (2006-2018)
Murphy fait un bond de 27 places au classement, passant de la 48e à la 21e place mondiale, et s'assure, grâce à sa victoire au championnat du monde, une qualification pour chaque tournoi de la nouvelle saison en tant que tête de série no 2. C'est ainsi qu'il atteint la finale de l'Open du pays de Galles, où il s'incline devant Stephen Lee 9-4. En tant que champion du monde en titre, Murphy est la tête de série principale du grand tableau de l'édition 2006, dans lequel il subit la malédiction du Crucible (en) en étant battu par Peter Ebdon au stade des quarts de finale.
Son classement continue de s'améliorer et atteint au début de la saison 2006-2007 la 5e place mondiale, sa première apparition dans le top 16. Après une défaite en quart de finale du Masters face à Stephen Hendry, Murphy remporte le deuxième titre classé de sa carrière lors de la Coupe de Malte, battant le Gallois Ryan Day en finale 9-4,. Au championnat du monde, il bat Matthew Stevens 13-12 en quarts de finale alors qu'il était mené 11-5, contribuant à la sortie du top 16 de ce dernier,, avant de céder au tour suivant au terme d'une manche décisive, opposé à Mark Selby.

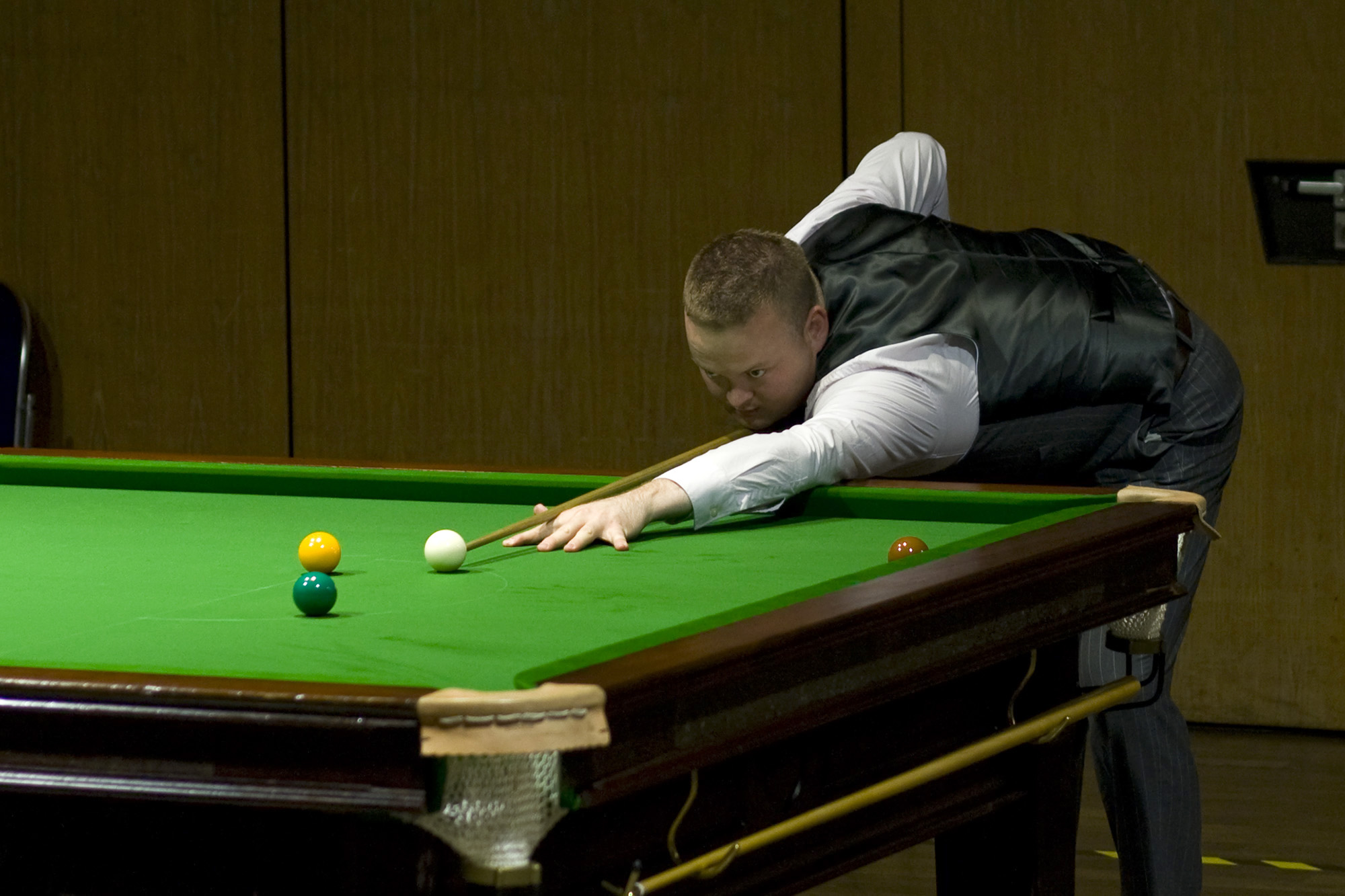
Shaun Murphy au classique Paul Hunter en 2009.

Murphy commence la saison suivante à la 3e place mondiale, son meilleur classement, et échoue au stade des demi-finales lors des cinq premiers tournois auxquels il participe. Murphy met fin à cette série à l'Open de Chine en fin de saison, où il élimine Mark Selby en demi-finale pour rejoindre Stephen Maguire en finale contre qui il est battu 10 manches à 9, alors qu'une victoire lui aurait permis de prendre la 2e place du classement mondial.
Malgré un début de saison 2008-2009 mitigé, au cours duquel il est éliminé au premier tour de chaque tournoi classé auquel il participe,, Murphy enregistre un troisième succès majeur lors du championnat du Royaume-Uni, au terme d'une finale décousue durant laquelle il bat Marco Fu 10-9,. Il gagne aussi le Classique Paul Hunter face à Mark Selby (4-0). En avril au championnat du monde, il bat Andrew Higginson au premier tour,, Marco Fu au second, Stephen Hendry en quart de finale et Neil Robertson en demi-finale. Pour sa deuxième finale de championnat du monde, il est aux prises avec le double vainqueur John Higgins et s'incline au terme d'une finale à sens unique (18-9).

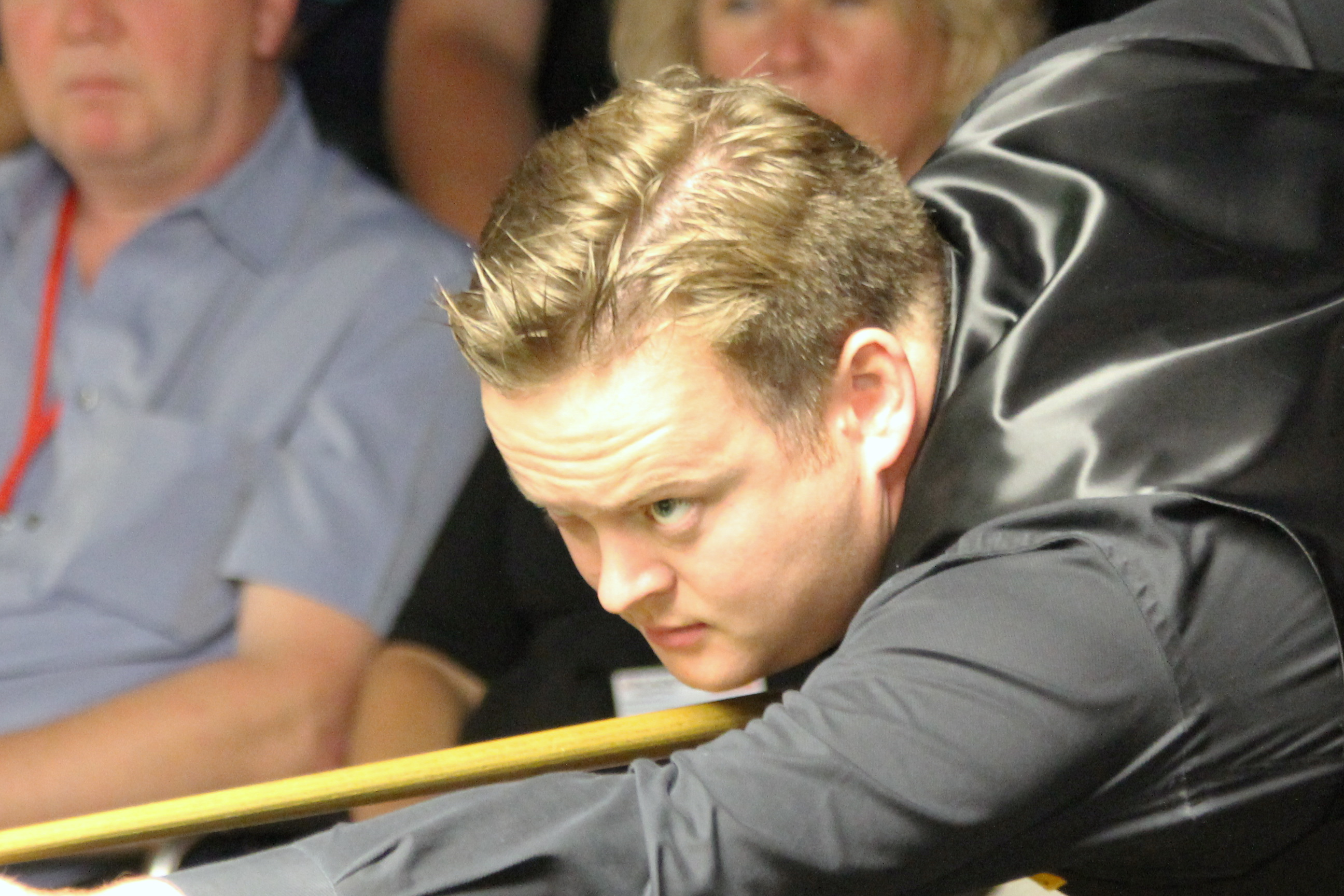
Shaun Murphy à la table en 2012.

Au cours de la saison 2009-2010, Murphy conserve sa place de no 3 mondial pour une troisième année consécutive et défend avec succès son titre au Classique Paul Hunter en battant Jimmy White en finale, 4-0. Il remporte également la Première ligue contre Ronnie O'Sullivan et met fin à la série de cinq victoires consécutives de ce dernier dans le tournoi. Murphy remporte l'épreuve finale du championnat du circuit des joueurs 2010-2011 face à son compatriote Martin Gould, inscrivant par la même occasion sa quatrième victoire dans un tournoi comptant pour le classement mondial,. L'année suivant ce titre, il s'incline sur deux finales de triple couronne ; le Masters (contre Neil Robertson,) et le championnat du Royaume-Uni (contre Mark Selby). À noter qu'il s'agissait de sa première finale au Masters de snooker et qu'il à perdu ces deux finales sur le score de 10 à 6.

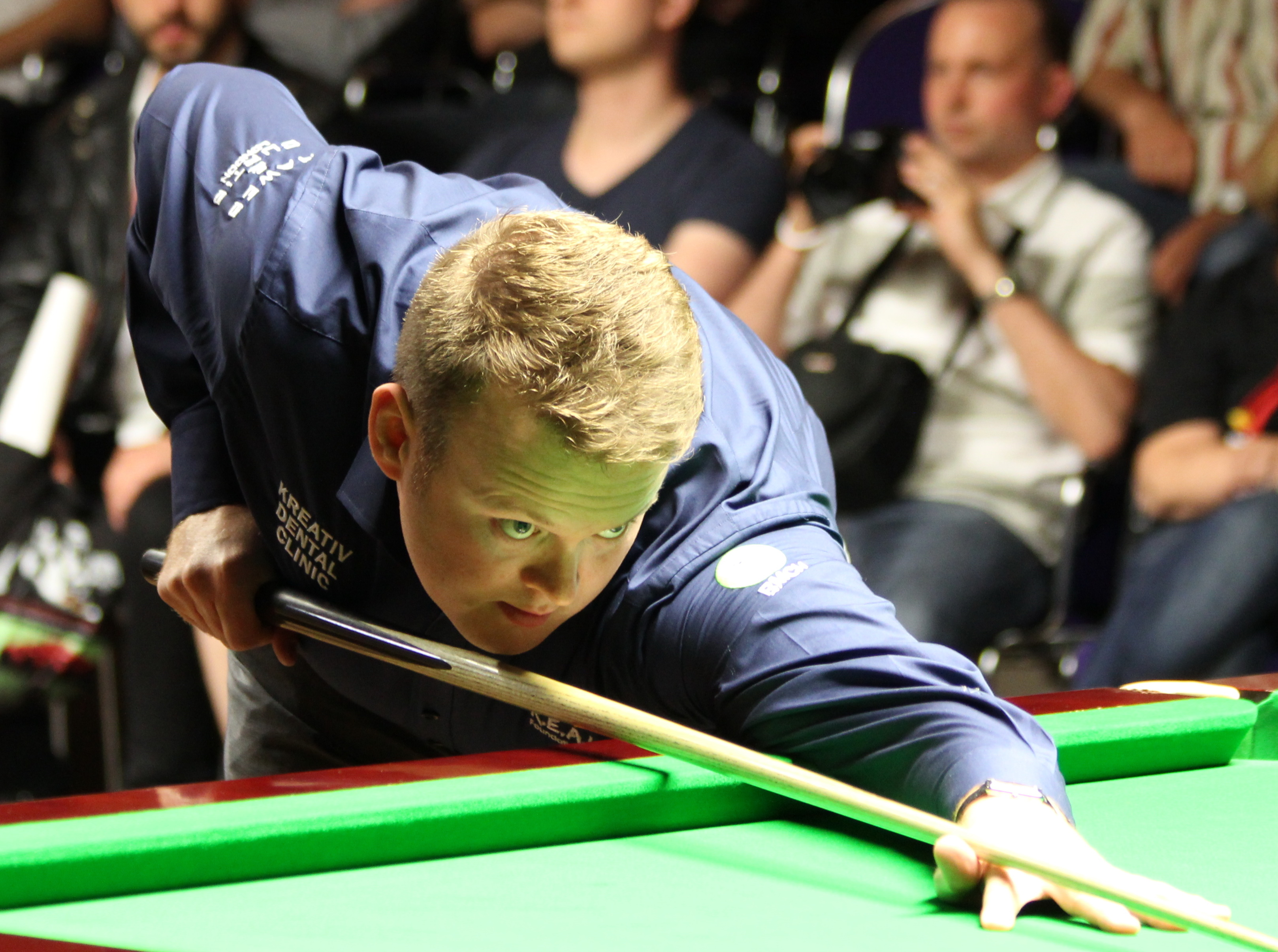
Shaun Murphy lors d'un tournoi du circuit européen en 2015.

En 2014, Murphy signe un nouveau succès dans un tournoi classé (son cinquième), à l'occasion de l'Open mondial, écartant Mark Selby en finale par 10 manches à 6. Il devient aussi le premier homme de l'histoire du snooker à avoir réalisé trois breaks maximaux de 147 points en une seule saison,,. En janvier 2015, au Masters, Murphy bat successivement Mark Selby, Stephen Maguire et Mark Allen pour rejoindre Neil Robertson en finale. Murphy gagne la rencontre 10 manches à 2, complétant ainsi sa première triple couronne en carrière. Quelques semaines plus tard, il est battu par Mark Selby en finale du Masters d'Allemagne, sur le score de 9-7. Au championnat du monde, Murphy élimine Anthony McGill en quart de finale puis Barry Hawkins en demi-finale, pour atteindre sa troisième finale dans ce tournoi, où il est opposé à Stuart Bingham. Malgré une avance confortable en la faveur de Murphy dans les deux premières sessions, celui-ci est devancé par Bingham dans la troisième, qui mène désormais 14-11. Murphy réagit au début de la dernière session et recolle au score à 15-15, puis perd les trois autres manches, et la finale (18-15). Quelques mois après sa défaite au mondial, en finale du Grand Prix mondial, Murphy prend sa revanche sur Bingham qu'il bat dans la manche décisive (10 manches à 9),.
Murphy remporte son septième titre classé à l'Open de Gibraltar 2017, disposant de Judd Trump en finale. Le début de saison suivante est compliqué ; engagé en finale du championnat de Chine et du Classique Paul Hunter, Murphy s'incline à chaque fois très proche du titre,. En novembre, Murphy enchaîne les bons résultats. Vainqueur du tournoi champion des champions face à Ronnie O'Sullivan, il est également finaliste du championnat du Royaume-Uni, battu par O'Sullivan. En début d'année 2018, il est de nouveau finaliste en tournoi classé au championnat des joueurs, et s'incline une fois de plus contre Ronnie O'Sullivan,,.

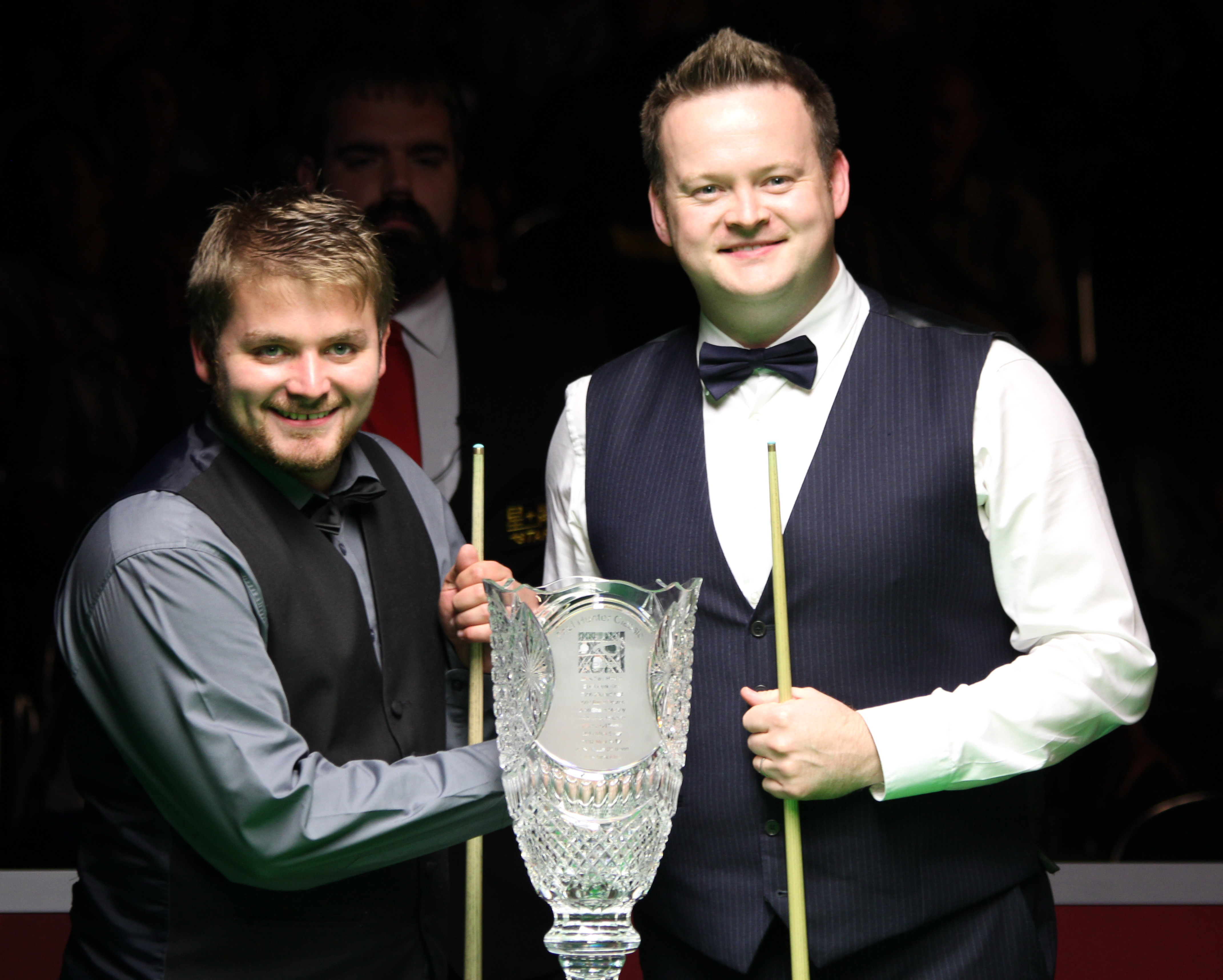
Michael White et Shaun Murphy, tout sourire, lors de la présentation d'avant finale au classique Paul Hunter.

### Des hauts et des bas (depuis 2018)

#### Saison difficile (2018-2019)
Murphy connait une année 2018 assez mitigée. Malgré une finale à l'Open d'Écosse, il connait une chute au classement liée à un manque de régularité dans ses résultats. En vain, au championnat du monde 2019, Murphy inflige un sévère 10-0 à son adversaire du premier tour, le jeune joueur chinois Luo Honghao, devenant seulement le deuxième joueur à réussir cette performance au Crucible Theatre,. Malgré ce résultat, Murphy est balayé au tour suivant par Neil Robertson, 13 à 6.

#### Retour en forme (2019-2020)
Le début de saison 2019-2020 semble meilleur pour Murphy. Il atteint deux finales (championnat international et Masters de Shanghai) qu'il perd toutefois. Après plus de deux ans sans avoir remporté le moindre titre classé, Murphy s'impose sur le Gallois Mark Williams en finale du championnat de Chine 2019, par 10 manches à 9,,. Le 16 février 2020, il écrase complètement Kyren Wilson en finale de l'Open du pays de Galles (9-1), signant ainsi un neuvième succès en tournoi classé. C'est la première fois de sa carrière que Murphy remporte deux tournois comptant pour le classement mondial en une seule saison,.

#### Nouvelle finale au championnat du monde et difficultés (2020-2022)
Murphy sauve une saison 2020-2021 bien moyenne en atteignant la finale au championnat du monde pour la quatrième fois de sa carrière. Sur son chemin, il élimine Mark Davis, Yan Bingtao, Judd Trump et Kyren Wilson. Opposé à Mark Selby en finale, Murphy remporte la première session (6-3). Dans la session du soir, Selby revient au score puis creuse l'écart. Murphy ne parviendra jamais à rattraper son retard et sera battu 18 manches à 15. Cette performance lui permet de terminer l'année au 5e rang mondial.
Néanmoins, en 2021-2022, affecté par des douleurs chroniques aux épaules et cervicales , Murphy obtient des résultats catastrophiques qui le menacent de ne pas figurer dans le top 30 mondial en fin de saison 2022-2023, s'il n'améliore pas ses performances sportives.

#### Dixième et onzième victoire en tournoi classé et retour dans le top 5 (depuis 2023)
Après être passé tout près du titre à l'Open du pays de Galles la semaine précédente (défaite face à Robert Milkins en finale), Shaun Murphy glane un dixième tournoi classé en carrière lors du championnat des joueurs, plus de trois ans depuis son dernier succès. Il domine Ali Carter en finale sur le score de 10 manches à 4. Au cours de sa campagne, Murphy réalise 17 centuries (six à Llandudno et onze à Wolverhampton) dont un break maximal, le septième de sa carrière. Lors du second tournoi, la domination de Murphy est totale puisqu'il détient les cinq meilleurs breaks de la semaine. À la veille de disputer son 21e championnat du monde, Murphy s'adjuge son deuxième titre de la saison lors du championnat du circuit, l'une de ses plus belles victoires. Il effectue ainsi son retour dans le top 5 mondial.
Pour la première fois de sa carrière, il remporte le premier tournoi classé du calendrier, à l'entame de la saison 2023-2024, lors du championnat de la ligue. Auteur d'un solide tournoi, il ne perd pas un seul match et signe cinq centuries.
Lors du premier tour du Snooker Shoot-Out, Murphy réalise un exploit avec le tout premier break maximum de l'histoire de ce tournoi. En juillet, Murphy se montre en excellente forme, lorsqu'il parvient à rejoindre la finale du Masters de Shanghai pour la deuxième fois de sa carrière, s'imposant notamment sur John Higgins et Mark Selby,. Cependant, contre Judd Trump, il ne tient pas la comparaison et s'incline sur le score de 11-5.
Murphy réalise son neuvième break maximum en demi-finale du Masters 2025. Il remporte ensuite le tournoi en dominant le champion du monde en titre, Kyren Wilson, sur le score de 10 à 7. À l'Open mondial, il enchaîne avec son dixième break de 147 points en carrière. En mai, il s'incline en finale du Shoot-Out d'Helsinki contre Mark Williams.

## Rivalités
Shaun Murphy a une rivalité avec Stephen Maguire, joueur de la même génération que lui. Lors de leur rencontre au Grand Prix 2004, un petit incident s'est produit ; à l'entame de la première manche, Maguire s'est rendu compte qu'il avait oublié sa craie au vestiaire. Il a alors demandé à l'arbitre la permission pour aller la chercher. Quand Maguire est revenu, l'arbitre l'a pénalisé en donnant une manche gratuite à son adversaire (une discussion entre Murphy, l'arbitre et le directeur du tournoi avait eu lieu au préalable). Après sa victoire, Maguire a commenté : « Les règles sont les règles mais je n'avais jamais entendu parler de quelque chose comme cela auparavant. ».
D'autres incidents se sont produits ; lors du championnat du monde de snooker 2006, Maguire a dit : « Je ne veux pas être un gros champion du monde. » ; probablement en référence au poids de Murphy. Lors de l'Open du pays de Galles 2007, Maguire a dit à propos de l'incident de 2004 : « Cela a été la cerise sur le gâteau. Je ne l'aime pas et lui non plus. Je travaille dur pour essayer de battre tout le monde mais cela m'aurait fait encore plus mal de perdre contre lui. ».
Avant leur match du premier tour au championnat du monde 2022, Murphy revient sur leur rivalité de longue date, expliquant qu'elle remonte en réalité à une rencontre sur le circuit junior, lorsque les deux joueurs étaient âgés d'une douzaine d'années. Le père de Maguire avait demandé à réduire le format de la finale du tournoi pour regagner l'Écosse plus rapidement, ce que le père de Murphy avait refusé. Frustré, Maguire aurait alors complètement balayé son adversaire (3-0). Toutefois, Murphy explique qu'il a beaucoup de respect pour Maguire et que leur rivalité est désormais enterrée. Par ailleurs, Murphy perd le match, 10 à 8.
Les deux rivaux sont à 14-14 dans leurs confrontations.
Très critique de sa discipline et du bien-être de cette dernière, Murphy n'a pas hésité à commenter les choses qui lui déplaisent dans son sport. Cette franchise lui a coûté d'autres rivalités,,.

## Style de jeu
Shaun Murphy est réputé pour avoir un « cue action » très droit et très relâché,. L'ancien champion Steve Davis le décrit (son « cue action ») comme le « meilleur qu'il ait jamais vu ». Il est aussi très efficace sur les billes longues distances et se démarque en tant que gros constructeur de breaks. Murphy est aussi un excellant tacticien, capable de se bagarrer en défense. Par ailleurs, Murphy est considéré comme étant l'un des joueurs les plus constants avec le reposoir. 

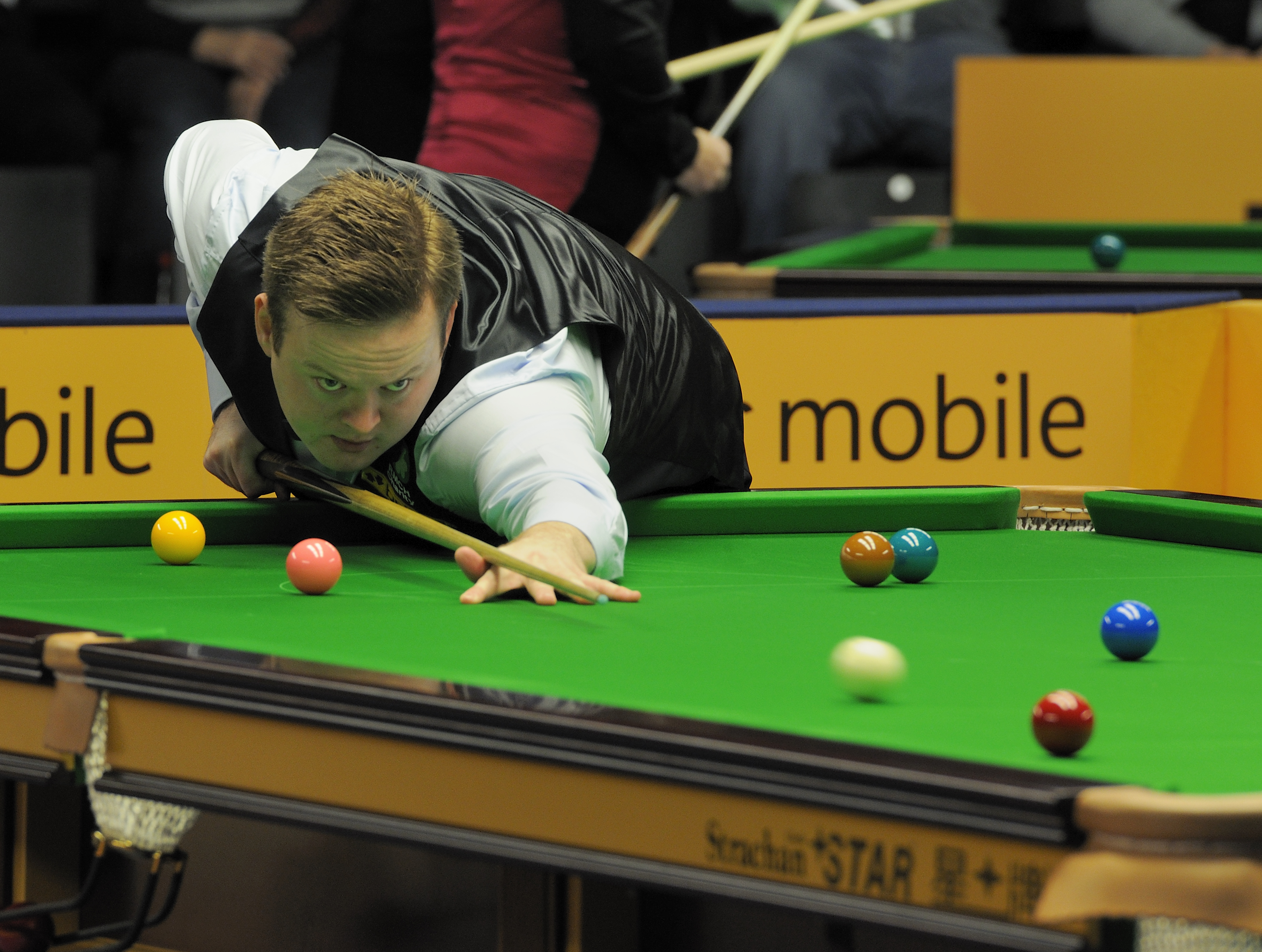
L'importance du relâchement chez Shaun Murphy, y compris sur les billes délicates.
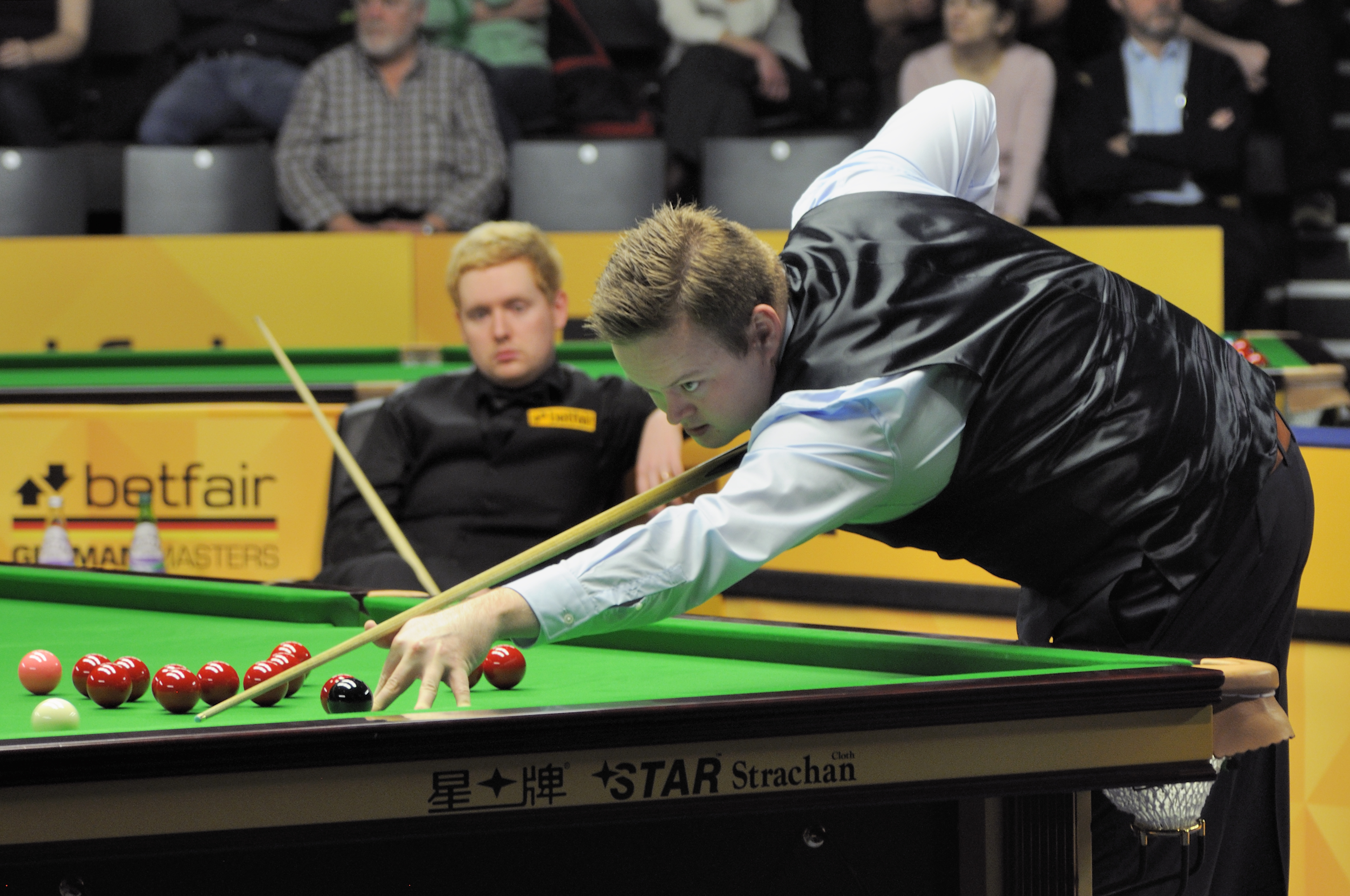
Shaun Murphy, jouant une bille en chevalet au-dessus d'une autre bille.
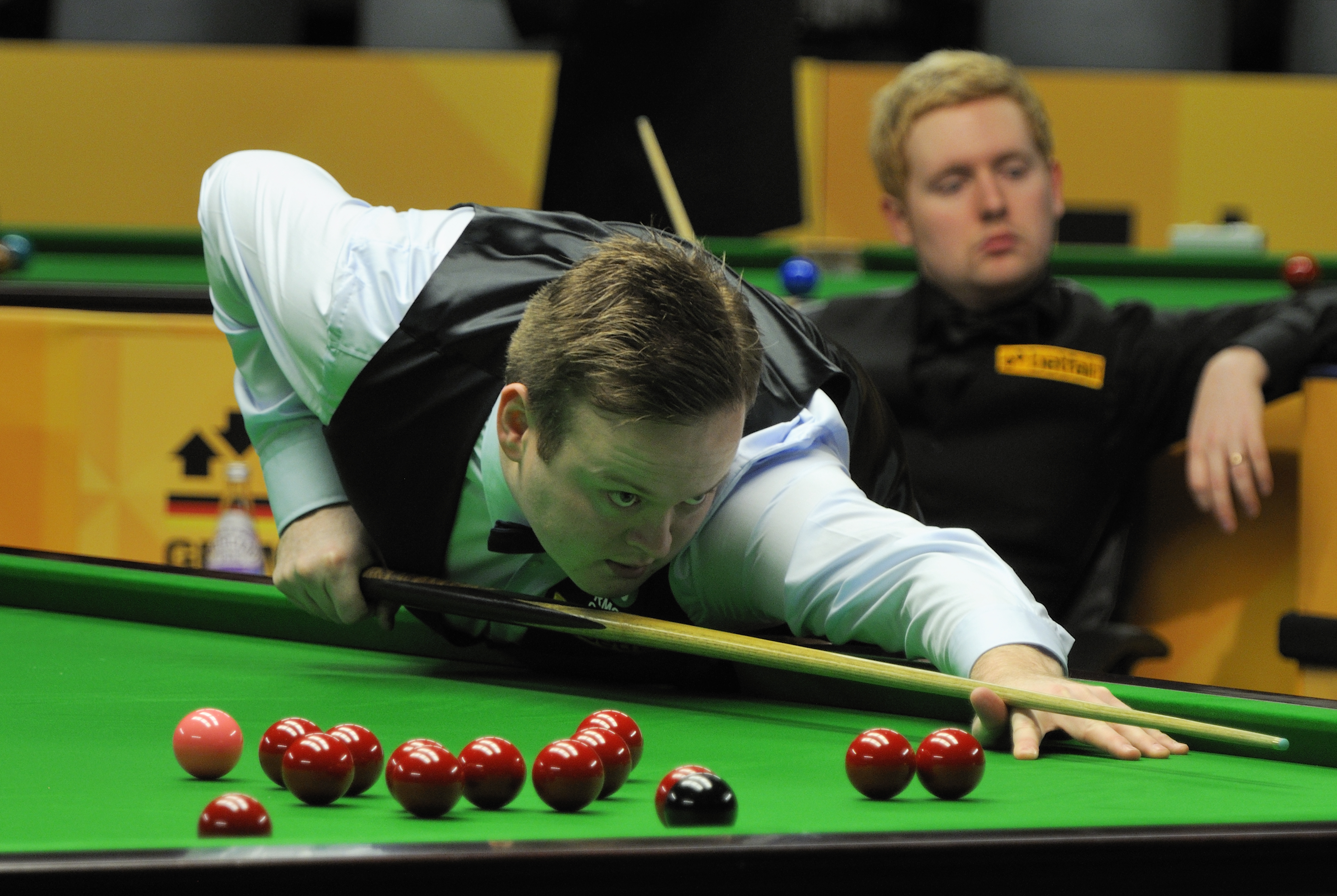
Murphy, toujours très relâché, jouant une bille le long de la bande.
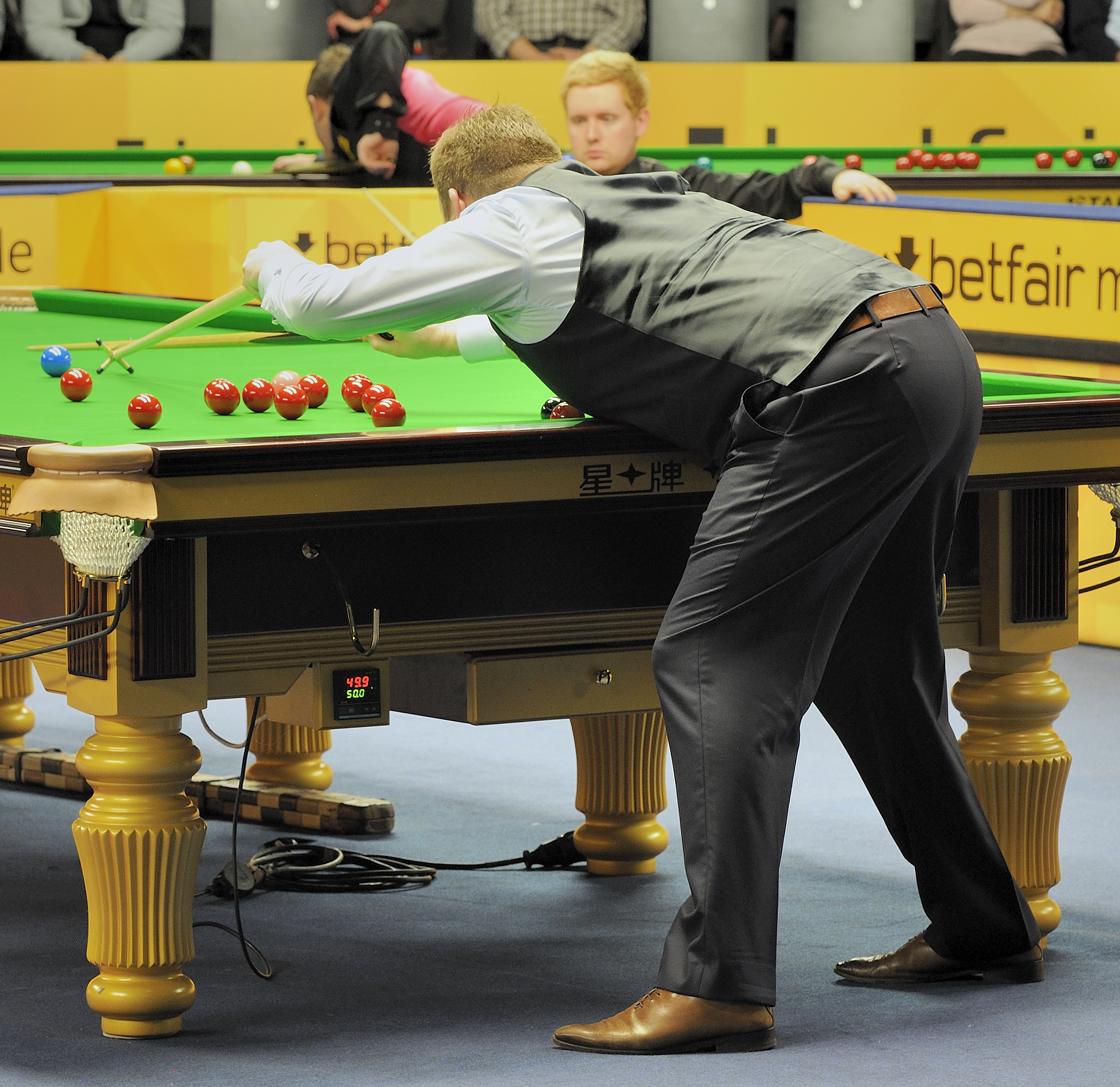
Murphy et le reposoir en croix.
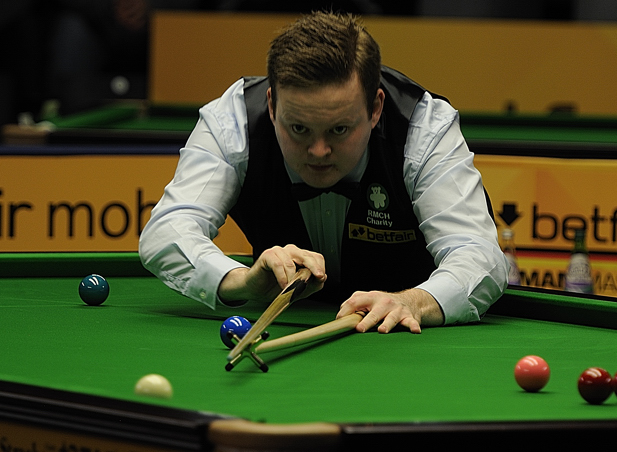
Image représentative de la façon de jouer de Shaun Murphy avec le reposoir.

## Vie personnelle
Shaun est né à Harlow et y a grandi. Murphy a vécu une enfance particulièrement difficile puisqu'il a été victime de harcèlement scolaire lorsqu'il n'avait que douze ans,,. Ses parents l'ont changé d'école lorsqu'il avait quatorze ans.
En 2007, il a avoué être en conflit avec son père, et a dit ne plus entretenir la moindre relation avec lui depuis plus d'un an,. En 2009, sa femme demande le divorce après que le journal The People ait fait un article disant que Murphy avait passé une nuit avec une prostituée. Bien que Murphy ait décrié cette rumeur, son propre manageur de l'époque l'a confirmé,. En 2012, il a eu une nouvelle relation avec une certaine Claire Chorlton qu'il a présenté à l'occasion de la finale du championnat du Royaume-Uni 2012. Depuis, Murphy est marié à Elaine, avec qui il a eu un fils. En 2018, la petite famille déménage à Dublin, en Irlande,.
Converti au Christianisme depuis l'âge de 15 ans,, Murphy s'investit énormément dans les œuvres caritatives. Après sa victoire au championnat du monde 2005, il a versé une grande partie de ses gains à l'Église. Pendant l'été 2006, il a participé à une mission humanitaire au Zimbabwe avec sa femme de l'époque ; Clare. Plus récemment, il s'est investi auprès du Royal Manchester Children's Hospital Charity (RMCH Charity) ; à chaque century réalisé par Murphy, un don de 100 £ était versé à l'association. 
Murphy est aussi un ambassadeur important du snooker. C'est ainsi qu'en décembre 2018, il se rend à Paris avec des représentants de la Fédération française de billard (FFB) et de la World Confederation of Billard Sports (WCBS) afin de soutenir la candidature du billard aux Jeux olympiques de 2024. Son engagement s'illustre aussi à travers le rôle de consultant pour le snooker qu'il assure auprès de la BBC et d'Eurosport. À partir du 17 mai 2024, Murphy succède à Ken Doherty au poste de président du conseil des joueurs de la fédération de snooker, ayant été élu à l'unanimité lors d'une réunion des joueurs. 

## Palmarès

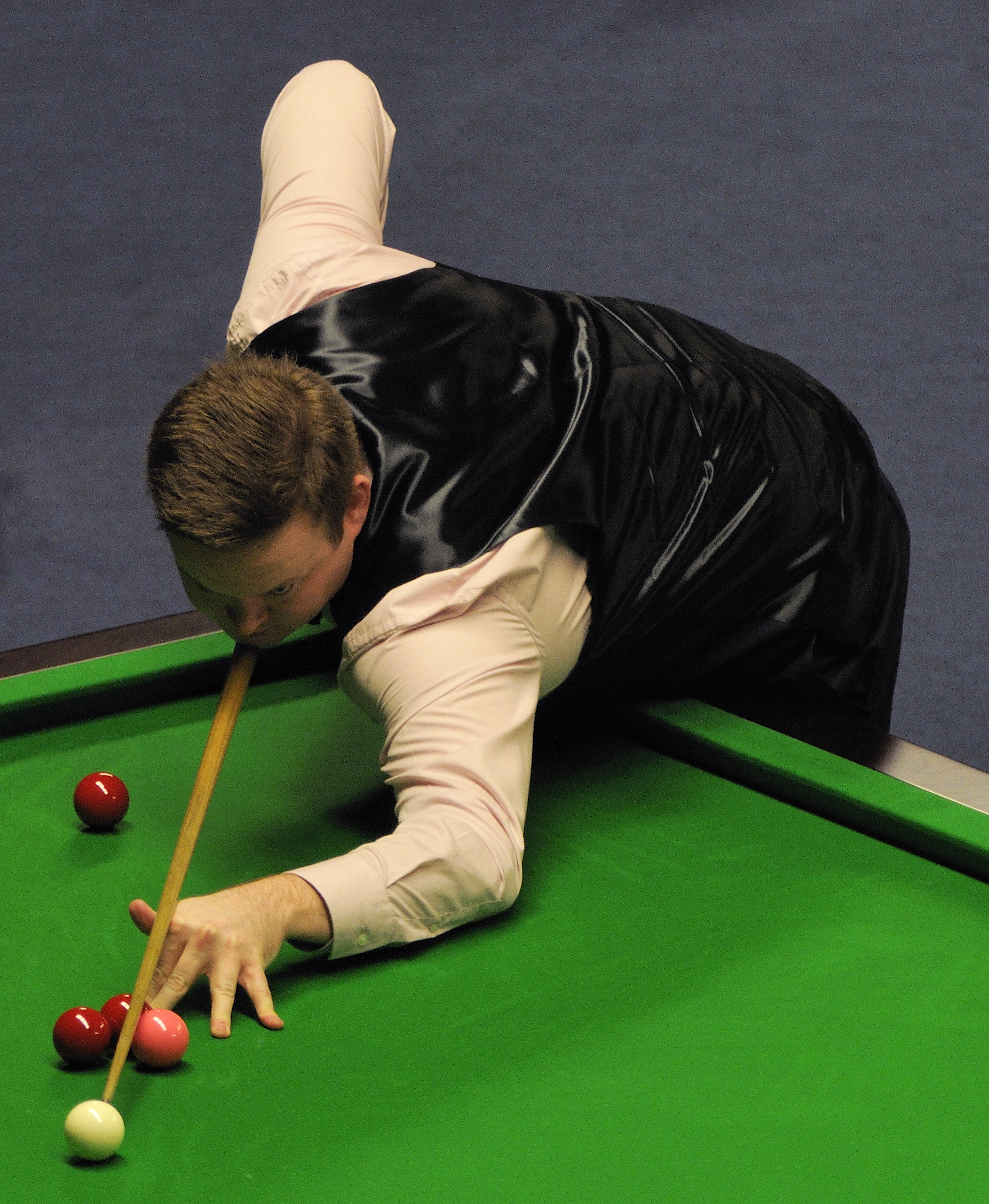
Shaun Murphy au Masters d'Allemagne en 2013.

| Légende | Catégorie                        | Titres                         | Finales                        |
|         | Tournois classés                 | 12                             | 14                             |
|         | Tournois classés mineurs         | 4                              | 2                              |
|         | Tournois non classés             | 10                             | 11                             |
|         | Tournois du circuit du challenge | 2                              | 1                              |
|         | Tournois pro-am                  | 2                              | 0                              |
|         | Tournois alternatifs             | 0                              | 1                              |
|         | Tournois amateurs                | 1                              | 0                              |
| Gras    | Tournois de la triple couronne   | Tournois de la triple couronne | Tournois de la triple couronne |

### Titres

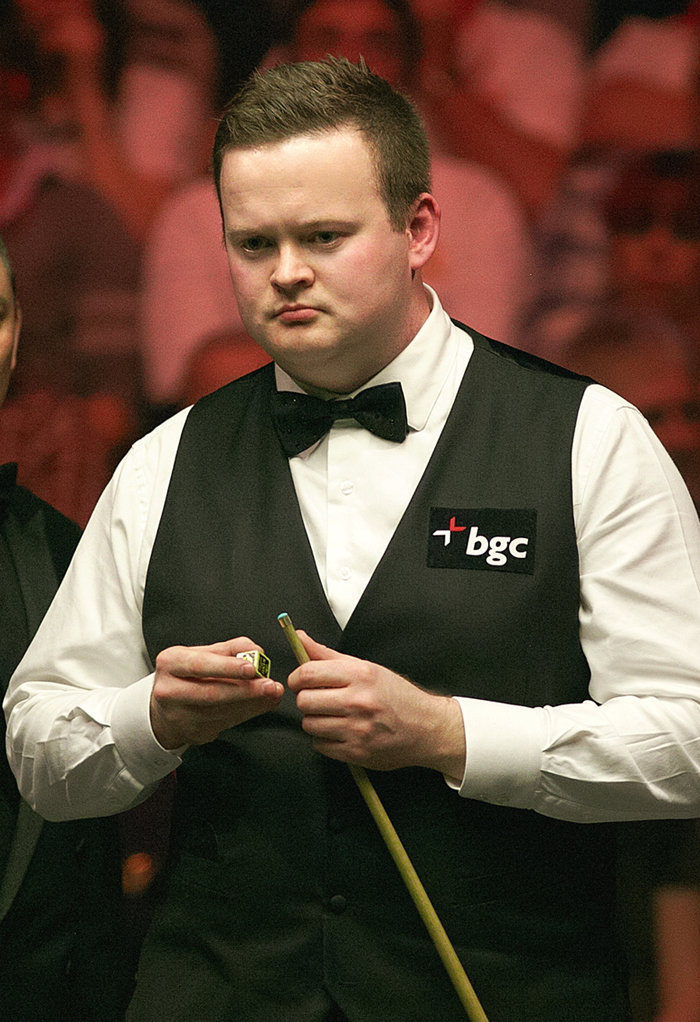
Shaun Murphy (2012).

| Saison    | Nom du tournoi                                      | Lieu          | Finaliste         | Score | Tableau |
| 2000      | Open d'Angleterre amateur                           | Angleterre    | Brian Salmon      | 8-1   |         |
| 2000-2001 | Championnat Benson & Hedges                         | Prestatyn     | Stuart Bingham    | 9-7   |         |
| 2000-2001 | Circuit du challenge (épreuve 3)                    | Prestatyn     | Andrew Norman     | 6-3   |         |
| 2000-2001 | Circuit du challenge (épreuve 4)                    | Prestatyn     | Luke Simmonds     | 6-2   |         |
| 2004-2005 | Championnat du monde                                | Sheffield     | Matthew Stevens   | 18-16 | Tableau |
| 2006-2007 | Coupe de Malte                                      | Portomaso     | Ryan Day          | 9-4   | Tableau |
| 2007-2008 | Coupe de Malte (2)                                  | Portomaso     | Ken Doherty       | 9-3   | Tableau |
| 2008-2009 | Classique Paul Hunter                               | Fürth         | Mark Selby        | 4-0   | Tableau |
| 2008-2009 | Séries mondiales (épreuve finale)                   | Portimão      | John Higgins      | 6-2   | Tableau |
| 2008-2009 | Championnat du Royaume-Uni                          | Telford       | Marco Fu          | 10-9  | Tableau |
| 2009-2010 | Séries mondiales (épreuve de Killarney)             | Killarney     | Jimmy White       | 5-1   | Tableau |
| 2009-2010 | Classique Paul Hunter (2)                           | Fürth         | Mark Selby        | 4-0   | Tableau |
| 2009-2010 | Première ligue                                      | Hopton-on-Sea | Ronnie O'Sullivan | 7-3   | Tableau |
| 2010-2011 | Classique de Wuxi                                   | Wuxi          | Ding Junhui       | 9-8   | Tableau |
| 2010-2011 | Open de Bruges                                      | Bruges        | Matthew Couch     | 4-2   | Tableau |
| 2010-2011 | Championnat du circuit des joueurs (épreuve finale) | Dublin        | Martin Gould      | 4-0   | Tableau |
| 2013-2014 | Open de Gdynia                                      | Gdynia        | Fergal O'Brien    | 4-2   | Tableau |
| 2011-2012 | Masters du Brésil                                   | Florianópolis | Graeme Dott       | 5-0   | Tableau |
| 2013-2014 | Open mondial                                        | Haikou        | Mark Selby        | 10-6  | Tableau |
| 2014-2015 | Open de Bulgarie                                    | Sofia         | Martin Gould      | 4-2   | Tableau |
| 2014-2015 | Open de la Ruhr                                     | Mülheim       | Robert Milkins    | 4-0   | Tableau |
| 2014-2015 | Masters                                             | Londres       | Neil Robertson    | 10-2  | Tableau |
| 2015-2016 | Grand Prix mondial                                  | Llandudno     | Stuart Bingham    | 10–9  | Tableau |
| 2016-2017 | Open de Gibraltar                                   | Gibraltar     | Judd Trump        | 4–2   | Tableau |
| 2017-2018 | Champion des champions                              | Coventry      | Ronnie O'Sullivan | 10-8  | Tableau |
| 2019-2020 | Championnat de Chine                                | Canton        | Mark Williams     | 10-9  | Tableau |
| 2019-2020 | Open du pays de Galles                              | Cardiff       | Kyren Wilson      | 9-1   | Tableau |
| 2022-2023 | Championnat des joueurs (2)                         | Wolverhampton | Ali Carter        | 10-4  | Tableau |
| 2022-2023 | Championnat du circuit                              | Hull          | Kyren Wilson      | 10-7  | Tableau |
| 2023-2024 | Championnat de la ligue                             | Leicester     | Mark Williams     | 3-0   | Tableau |
| 2024-2025 | Masters (2)                                         | Londres       | Kyren Wilson      | 10-7  | Tableau |

### Finales
| Saison    | Nom du tournoi                           | Lieu          | Finaliste         | Score | Tableau |
| 1997-1998 | Circuit du Royaume-Uni (épreuve 4)       | Stirling      | Patrick Wallace   | 4-6   |         |
| 2001-2002 | Circuit de la WPBSA (épreuve 1)          | Leicester     | Mark Gray         | 2-5   |         |
| 2005-2006 | Pot Black                                | Londres       | Matthew Stevens   | 0-1   | Tableau |
| 2005-2006 | Open du pays de Galles                   | Newport       | Stephen Lee       | 4-9   | Tableau |
| 2007-2008 | Pot Black (2)                            | Londres       | Ken Doherty       | 0-1   | Tableau |
| 2007-2008 | Open de Chine                            | Pékin         | Stephen Maguire   | 9-10  | Tableau |
| 2008-2009 | Séries mondiales (épreuve de Berlin)     | Berlin        | Graeme Dott       | 1-6   | Tableau |
| 2008-2009 | Championnat du monde                     | Sheffield     | John Higgins      | 9-18  | Tableau |
| 2010-2011 | Championnat de la Ruhr                   | Hamm          | John Higgins      | 2-4   | Tableau |
| 2010-2011 | Première ligue                           | Hopton-on-Sea | Ronnie O'Sullivan | 1-7   | Tableau |
| 2010-2011 | Championnat de la ligue                  | Stock         | Matthew Stevens   | 1-3   | Tableau |
| 2011-2012 | Masters                                  | Londres       | Neil Robertson    | 6-10  | Tableau |
| 2012-2013 | Championnat du monde à six billes rouges | Bangkok       | Mark Davis        | 4-8   | Tableau |
| 2012-2013 | Championnat du Royaume-Uni               | York          | Mark Selby        | 6-10  | Tableau |
| 2014-2015 | Classique Paul Hunter                    | Fürth         | Ali Carter        | 3-4   | Tableau |
| 2014-2015 | Coupe générale                           | Hong Kong     | Ali Carter        | 6-7   | Tableau |
| 2015-2016 | Masters d'Allemagne                      | Berlin        | Mark Selby        | 7-9   | Tableau |
| 2014-2015 | Championnat du monde (2)                 | Sheffield     | Stuart Bingham    | 15-18 | Tableau |
| 2017-2018 | Championnat de Chine                     | Canton        | Luca Brecel       | 5-10  | Tableau |
| 2017-2018 | Classique Paul Hunter (2)                | Fürth         | Michael White     | 2-4   | Tableau |
| 2017-2018 | Championnat du Royaume-Uni (2)           | York          | Ronnie O'Sullivan | 5-10  | Tableau |
| 2017-2018 | Championnat des joueurs                  | Llandudno     | Ronnie O'Sullivan | 4-10  | Tableau |
| 2018-2019 | Open d'Écosse                            | Glasgow       | Mark Allen        | 7-9   | Tableau |
| 2019-2020 | Championnat international                | Daqing        | Judd Trump        | 3-10  | Tableau |
| 2019-2020 | Masters de Shanghai                      | Shanghai      | Ronnie O'Sullivan | 9-11  | Tableau |
| 2020-2021 | Championnat du monde (3)                 | Sheffield     | Mark Selby        | 15-18 | Tableau |
| 2022-2023 | Open du pays de Galles (2)               | Llandudno     | Robert Milkins    | 7-9   | Tableau |
| 2024-2025 | Masters de Shanghai (2)                  | Shanghai      | Judd Trump        | 5-11  | Tableau |
| 2025-2026 | Grand Shoot-Out d'Helsinki               | Helsinki      | Mark Williams     | 0-1   |         |

## Résultats en tournois
| Classement,                              | NC                   | 147                  | 151                  | 169                  | 72                   | 64                   | 48                   | 21                   | 5                    | 3                    | 3                    | 3                    | 7                     | 7                     | 6                     | 4                     | 7                     | 6                     | 4                    | 8                    | 8                    | 14                   | 8                    | 5                    | 9                    | 7                 | 7                 |                   |                   |                   |                   |                   |                   |                   |                   |                   |                   |                   |                   |                   |                   |                   |                   |                   |                   |                   |                   |                   |                   |                   |                   |                   |                  |
| Tournois classés                         |                      |                      |                      |                      |                      |                      |                      |                      |                      |                      |                      |                      |                       |                       |                       |                       |                       |                       |                      |                      |                      |                      |                      |                      |                      |                   |                   |                   |                   |                   |                   |                   |                   |                   |                   |                   |                   |                   |                   |                   |                   |                   |                   |                   |                   |                   |                   |                   |                   |                   |                   |                   |                  |
| Championnat de la ligue                  | Tournoi non existant | Tournoi non existant | Tournoi non existant | Tournoi non existant | Tournoi non existant | Tournoi non existant | Tournoi non existant | Tournoi non existant | Tournoi non existant | Tournoi non classé   | Tournoi non classé   | Tournoi non classé   | Tournoi non classé    | Tournoi non classé    | Tournoi non classé    | Tournoi non classé    | Tournoi non classé    | Tournoi non classé    | Tournoi non classé   | Tournoi non classé   | Tournoi non classé   | Tournoi non classé   | 2T                   | 2T                   | 2T                   | V                 |                   |                   |                   |                   |                   |                   |                   |                   |                   |                   |                   |                   |                   |                   |                   |                   |                   |                   |                   |                   |                   |                   |                   |                   |                   |                   |                  |
| Masters d'Europe                         | Tournoi non existant | Tournoi non existant | Tournoi non existant | Tournoi non existant | Tournoi non existant | Tournoi non existant | Tournoi non existant | Tournoi non existant | Tournoi non existant | Tournoi non existant | Tournoi non existant | Tournoi non existant | Tournoi non existant  | Tournoi non existant  | Tournoi non existant  | Tournoi non existant  | Tournoi non existant  | Tournoi non existant  | 1T                   | DQ                   | DQ                   | DQ                   | DF                   | 1T                   | 3T                   | 3T                |                   |                   |                   |                   |                   |                   |                   |                   |                   |                   |                   |                   |                   |                   |                   |                   |                   |                   |                   |                   |                   |                   |                   |                   |                   |                   |                  |
| Open britannique                         | DQ                   | A                    | A                    | DQ                   | DQ                   | 2T                   | DF                   | Tournoi abandonné    | Tournoi abandonné    | Tournoi abandonné    | Tournoi abandonné    | Tournoi abandonné    | Tournoi abandonné     | Tournoi abandonné     | Tournoi abandonné     | Tournoi abandonné     | Tournoi abandonné     | Tournoi abandonné     | Tournoi abandonné    | Tournoi abandonné    | Tournoi abandonné    | Tournoi abandonné    | Tournoi abandonné    | 1T                   | DQ                   | 1T                |                   |                   |                   |                   |                   |                   |                   |                   |                   |                   |                   |                   |                   |                   |                   |                   |                   |                   |                   |                   |                   |                   |                   |                   |                   |                   |                  |
| Open d'Angleterre                        | Tournoi non existant | Tournoi non existant | Tournoi non existant | Tournoi non existant | Tournoi non existant | Tournoi non existant | Tournoi non existant | Tournoi non existant | Tournoi non existant | Tournoi non existant | Tournoi non existant | Tournoi non existant | Tournoi non existant  | Tournoi non existant  | Tournoi non existant  | Tournoi non existant  | Tournoi non existant  | Tournoi non existant  | 2T                   | 4T                   | 3T                   | 4T                   | 2T                   | 2T                   | 3T                   | DQ                |                   |                   |                   |                   |                   |                   |                   |                   |                   |                   |                   |                   |                   |                   |                   |                   |                   |                   |                   |                   |                   |                   |                   |                   |                   |                   |                  |
| Open de Wuhan                            | Tournoi non existant | Tournoi non existant | Tournoi non existant | Tournoi non existant | Tournoi non existant | Tournoi non existant | Tournoi non existant | Tournoi non existant | Tournoi non existant | Tournoi non existant | Tournoi non existant | Tournoi non existant | Tournoi non existant  | Tournoi non existant  | Tournoi non existant  | Tournoi non existant  | Tournoi non existant  | Tournoi non existant  | Tournoi non existant | Tournoi non existant | Tournoi non existant | Tournoi non existant | Tournoi non existant | Tournoi non existant | Tournoi non existant | DQ                |                   |                   |                   |                   |                   |                   |                   |                   |                   |                   |                   |                   |                   |                   |                   |                   |                   |                   |                   |                   |                   |                   |                   |                   |                   |                   |                  |
| Open d'Irlande du Nord                   | Tournoi non existant | Tournoi non existant | Tournoi non existant | Tournoi non existant | Tournoi non existant | Tournoi non existant | Tournoi non existant | Tournoi non existant | Tournoi non existant | Tournoi non existant | Tournoi non existant | Tournoi non existant | Tournoi non existant  | Tournoi non existant  | Tournoi non existant  | Tournoi non existant  | Tournoi non existant  | Tournoi non existant  | 1T                   | 1T                   | 1T                   | QF                   | 1T                   | QF                   | 2T                   | 3T                |                   |                   |                   |                   |                   |                   |                   |                   |                   |                   |                   |                   |                   |                   |                   |                   |                   |                   |                   |                   |                   |                   |                   |                   |                   |                   |                  |
| Championnat international                | Tournoi non existant | Tournoi non existant | Tournoi non existant | Tournoi non existant | Tournoi non existant | Tournoi non existant | Tournoi non existant | Tournoi non existant | Tournoi non existant | Tournoi non existant | Tournoi non existant | Tournoi non existant | Tournoi non existant  | Tournoi non existant  | DF                    | 1T                    | 2T                    | 3T                    | QF                   | 3T                   | DQ                   | F                    | Non tenu             | Non tenu             | Non tenu             | 1T                |                   |                   |                   |                   |                   |                   |                   |                   |                   |                   |                   |                   |                   |                   |                   |                   |                   |                   |                   |                   |                   |                   |                   |                   |                   |                   |                  |
| Championnat du Royaume-Uni               | DQ                   | A                    | A                    | DQ                   | F                    | DQ                   | DQ                   | 3T                   | 2T                   | DF                   | V                    | 2T                   | DF                    | QF                    | F                     | 4T                    | 4T                    | 4T                    | DF                   | F                    | 1T                   | 1T                   | 2T                   | 1T                   | QF                   | 1T                |                   |                   |                   |                   |                   |                   |                   |                   |                   |                   |                   |                   |                   |                   |                   |                   |                   |                   |                   |                   |                   |                   |                   |                   |                   |                   |                  |
| Shoot-Out                                | Tournoi non existant | Tournoi non existant | Tournoi non existant | Tournoi non existant | Tournoi non existant | Tournoi non existant | Tournoi non existant | Tournoi non existant | Tournoi non existant | Tournoi non existant | Tournoi non existant | Tournoi non existant | Tournoi non classé    | Tournoi non classé    | Tournoi non classé    | Tournoi non classé    | Tournoi non classé    | Tournoi non classé    | DF                   | 1T                   | 2T                   | 4T                   | 2T                   | 2T                   | 2T                   | 2T                |                   |                   |                   |                   |                   |                   |                   |                   |                   |                   |                   |                   |                   |                   |                   |                   |                   |                   |                   |                   |                   |                   |                   |                   |                   |                   |                  |
| Open d'Écosse                            | DQ                   | A                    | A                    | DQ                   | 1T                   | 2T                   | Tournoi non tenu     | Tournoi non tenu     | Tournoi non tenu     | Tournoi non tenu     | Tournoi non tenu     | Tournoi non tenu     | Tournoi non tenu      | Tournoi non tenu      | CM                    | Tournoi non tenu      | Tournoi non tenu      | Tournoi non tenu      | 2T                   | 1T                   | F                    | 4T                   | 3T                   | 1T                   | 1T                   | DQ                |                   |                   |                   |                   |                   |                   |                   |                   |                   |                   |                   |                   |                   |                   |                   |                   |                   |                   |                   |                   |                   |                   |                   |                   |                   |                   |                  |
| Grand Prix mondial                       | Tournoi non existant | Tournoi non existant | Tournoi non existant | Tournoi non existant | Tournoi non existant | Tournoi non existant | Tournoi non existant | Tournoi non existant | Tournoi non existant | Tournoi non existant | Tournoi non existant | Tournoi non existant | Tournoi non existant  | Tournoi non existant  | Tournoi non existant  | Tournoi non existant  | NC                    | V                     | QF                   | QF                   | 1T                   | 1T                   | 1T                   | NQ                   | DF                   | 2T                |                   |                   |                   |                   |                   |                   |                   |                   |                   |                   |                   |                   |                   |                   |                   |                   |                   |                   |                   |                   |                   |                   |                   |                   |                   |                   |                  |
| Masters d'Allemagne                      | NC                   | Tournoi non tenu     | Tournoi non tenu     | Tournoi non tenu     | Tournoi non tenu     | Tournoi non tenu     | Tournoi non tenu     | Tournoi non tenu     | Tournoi non tenu     | Tournoi non tenu     | Tournoi non tenu     | Tournoi non tenu     | 2T                    | DF                    | QF                    | 3T                    | F                     | 1T                    | DQ                   | DF                   | 1T                   | DF                   | 1T                   | 2T                   | DQ                   | DQ                |                   |                   |                   |                   |                   |                   |                   |                   |                   |                   |                   |                   |                   |                   |                   |                   |                   |                   |                   |                   |                   |                   |                   |                   |                   |                   |                  |
| Open du pays de Galles                   | DQ                   | A                    | A                    | DQ                   | DQ                   | DQ                   | DQ                   | F                    | QF                   | DF                   | QF                   | 1T                   | 1T                    | DF                    | 1T                    | 3T                    | 2T                    | 3T                    | 2T                   | 1T                   | 2T                   | V                    | QF                   | 2T                   | F                    | DQ                |                   |                   |                   |                   |                   |                   |                   |                   |                   |                   |                   |                   |                   |                   |                   |                   |                   |                   |                   |                   |                   |                   |                   |                   |                   |                   |                  |
| Championnat des joueurs                  | Tournoi non existant | Tournoi non existant | Tournoi non existant | Tournoi non existant | Tournoi non existant | Tournoi non existant | Tournoi non existant | Tournoi non existant | Tournoi non existant | Tournoi non existant | Tournoi non existant | Tournoi non existant | V                     | NQ                    | NQ                    | 2T                    | 2T                    | DF                    | 1T                   | F                    | NQ                   | DF                   | NQ                   | NQ                   | V                    | NQ                |                   |                   |                   |                   |                   |                   |                   |                   |                   |                   |                   |                   |                   |                   |                   |                   |                   |                   |                   |                   |                   |                   |                   |                   |                   |                   |                  |
| Open mondial                             | DQ                   | A                    | A                    | DQ                   | DQ                   | 3T                   | 1T                   | 3T                   | RR                   | DF                   | 1T                   | 1T                   | DQ                    | QF                    | 2T                    | V                     | Non tenu              | Non tenu              | QF                   | 1T                   | DQ                   | 2T                   | Non tenu             | Non tenu             | Non tenu             | 3T                |                   |                   |                   |                   |                   |                   |                   |                   |                   |                   |                   |                   |                   |                   |                   |                   |                   |                   |                   |                   |                   |                   |                   |                   |                   |                   |                  |
| Championnat du circuit                   | Tournoi non existant | Tournoi non existant | Tournoi non existant | Tournoi non existant | Tournoi non existant | Tournoi non existant | Tournoi non existant | Tournoi non existant | Tournoi non existant | Tournoi non existant | Tournoi non existant | Tournoi non existant | Tournoi non existant  | Tournoi non existant  | Tournoi non existant  | Tournoi non existant  | Tournoi non existant  | Tournoi non existant  | Tournoi non existant | Tournoi non existant | NQ                   | QF                   | NQ                   | NQ                   | V                    | NQ                |                   |                   |                   |                   |                   |                   |                   |                   |                   |                   |                   |                   |                   |                   |                   |                   |                   |                   |                   |                   |                   |                   |                   |                   |                   |                   |                  |
| Championnat du monde                     | DQ                   | DQ                   | DQ                   | 1T                   | 1T                   | DQ                   | V                    | QF                   | DF                   | 2T                   | F                    | QF                   | 2T                    | 1T                    | QF                    | QF                    | F                     | 1T                    | 2T                   | 1T                   | 2T                   | 1T                   | F                    | 1T                   | 1T                   | 2T                |                   |                   |                   |                   |                   |                   |                   |                   |                   |                   |                   |                   |                   |                   |                   |                   |                   |                   |                   |                   |                   |                   |                   |                   |                   |                   |                  |
| Tournois non classés                     |                      |                      |                      |                      |                      |                      |                      |                      |                      |                      |                      |                      |                       |                       |                       |                       |                       |                       |                      |                      |                      |                      |                      |                      |                      |                   |                   |                   |                   |                   |                   |                   |                   |                   |                   |                   |                   |                   |                   |                   |                   |                   |                   |                   |                   |                   |                   |                   |                   |                   |                   |                   |                  |
| Masters de Shanghai                      | Tournoi non existant | Tournoi non existant | Tournoi non existant | Tournoi non existant | Tournoi non existant | Tournoi non existant | Tournoi non existant | Tournoi non existant | Tournoi non existant | Tournoi classé       | Tournoi classé       | Tournoi classé       | Tournoi classé        | Tournoi classé        | Tournoi classé        | Tournoi classé        | Tournoi classé        | Tournoi classé        | Tournoi classé       | Tournoi classé       | F                    | F                    | Non tenu             | Non tenu             | Non tenu             | 2T                |                   |                   |                   |                   |                   |                   |                   |                   |                   |                   |                   |                   |                   |                   |                   |                   |                   |                   |                   |                   |                   |                   |                   |                   |                   |                   |                  |
| Champion des champions                   | Tournoi non existant | Tournoi non existant | Tournoi non existant | Tournoi non existant | Tournoi non existant | Tournoi non existant | Tournoi non existant | Tournoi non existant | Tournoi non existant | Tournoi non existant | Tournoi non existant | Tournoi non existant | Tournoi non existant  | Tournoi non existant  | Tournoi non existant  | 1T                    | 1T                    | 1T                    | 1T                   | V                    | DF                   | QF                   | 1T                   | 1T                   | NQ                   | QF                |                   |                   |                   |                   |                   |                   |                   |                   |                   |                   |                   |                   |                   |                   |                   |                   |                   |                   |                   |                   |                   |                   |                   |                   |                   |                   |                  |
| Masters                                  | DQ                   | DQ                   | 1T                   | DQ                   | DQ                   | DQ                   | A                    | QF                   | QF                   | QF                   | 1T                   | QF                   | 1T                    | F                     | DF                    | DF                    | V                     | 1T                    | 1T                   | QF                   | 1T                   | DF                   | QF                   | 1T                   | QF                   | DF                |                   |                   |                   |                   |                   |                   |                   |                   |                   |                   |                   |                   |                   |                   |                   |                   |                   |                   |                   |                   |                   |                   |                   |                   |                   |                   |                  |
| Masters mondiaux                         | Tournoi non existant | Tournoi non existant | Tournoi non existant | Tournoi non existant | Tournoi non existant | Tournoi non existant | Tournoi non existant | Tournoi non existant | Tournoi non existant | Tournoi non existant | Tournoi non existant | Tournoi non existant | Tournoi non existant  | Tournoi non existant  | Tournoi non existant  | Tournoi non existant  | Tournoi non existant  | Tournoi non existant  | Tournoi non existant | Tournoi non existant | Tournoi non existant | Tournoi non existant | Tournoi non existant | Tournoi non existant | Tournoi non existant | QF                |                   |                   |                   |                   |                   |                   |                   |                   |                   |                   |                   |                   |                   |                   |                   |                   |                   |                   |                   |                   |                   |                   |                   |                   |                   |                   |                  |
| Championnat de la ligue                  | Tournoi non existant | Tournoi non existant | Tournoi non existant | Tournoi non existant | Tournoi non existant | Tournoi non existant | Tournoi non existant | Tournoi non existant | Tournoi non existant | DF                   | RR                   | RR                   | F                     | RR                    | RR                    | DF                    | F                     | A                     | RR                   | F                    | A                    | A                    | A                    | A                    | F                    | A                 |                   |                   |                   |                   |                   |                   |                   |                   |                   |                   |                   |                   |                   |                   |                   |                   |                   |                   |                   |                   |                   |                   |                   |                   |                   |                   |                  |
| Tournois alternatifs                     |                      |                      |                      |                      |                      |                      |                      |                      |                      |                      |                      |                      |                       |                       |                       |                       |                       |                       |                      |                      |                      |                      |                      |                      |                      |                   |                   |                   |                   |                   |                   |                   |                   |                   |                   |                   |                   |                   |                   |                   |                   |                   |                   |                   |                   |                   |                   |                   |                   |                   |                   |                   |                  |
| Championnat du monde à six billes rouges | Tournoi non existant | Tournoi non existant | Tournoi non existant | Tournoi non existant | Tournoi non existant | Tournoi non existant | Tournoi non existant | Tournoi non existant | Tournoi non existant | Tournoi non existant | A                    | 1T                   | A                     | NT                    | F                     | QF                    | QF                    | A                     | A                    | A                    | A                    | A                    | Non tenu             | Non tenu             | F                    | NT                |                   |                   |                   |                   |                   |                   |                   |                   |                   |                   |                   |                   |                   |                   |                   |                   |                   |                   |                   |                   |                   |                   |                   |                   |                   |                   |                  |
| Anciens tournois classés                 |                      |                      |                      |                      |                      |                      |                      |                      |                      |                      |                      |                      |                       |                       |                       |                       |                       |                       |                      |                      |                      |                      |                      |                      |                      |                   |                   |                   |                   |                   |                   |                   |                   |                   |                   |                   |                   |                   |                   |                   |                   |                   |                   |                   |                   |                   |                   |                   |                   |                   |                   |                   |                  |
| Masters de Thaïlande                     | DQ                   | A                    | A                    | DQ                   | NC                   | Tournoi non tenu     | Tournoi non tenu     | Tournoi non tenu     | NC                   | Tournoi abandonné    | Tournoi abandonné    | Tournoi abandonné    | Tournoi abandonné     | Tournoi abandonné     | Tournoi abandonné     | Tournoi abandonné     | Tournoi abandonné     | Tournoi abandonné     | Tournoi abandonné    | Tournoi abandonné    | Tournoi abandonné    | Tournoi abandonné    | Tournoi abandonné    | Tournoi abandonné    | Tournoi abandonné    | Tournoi abandonné | Tournoi abandonné | Tournoi abandonné | Tournoi abandonné | Tournoi abandonné | Tournoi abandonné | Tournoi abandonné | Tournoi abandonné | Tournoi abandonné | Tournoi abandonné | Tournoi abandonné | Tournoi abandonné | Tournoi abandonné | Tournoi abandonné |                   |                   |                   |                   |                   |                   |                   |                   |                   |                   |                   |                   |                   |                  |
| Masters d'Irlande                        | Tournoi non classé   | Tournoi non classé   | Tournoi non classé   | Tournoi non classé   | DQ                   | DQ                   | DQ                   | NT                   | NC                   | Tournoi abandonné    | Tournoi abandonné    | Tournoi abandonné    | Tournoi abandonné     | Tournoi abandonné     | Tournoi abandonné     | Tournoi abandonné     | Tournoi abandonné     | Tournoi abandonné     | Tournoi abandonné    | Tournoi abandonné    | Tournoi abandonné    | Tournoi abandonné    | Tournoi abandonné    | Tournoi abandonné    | Tournoi abandonné    | Tournoi abandonné | Tournoi abandonné | Tournoi abandonné | Tournoi abandonné | Tournoi abandonné | Tournoi abandonné | Tournoi abandonné | Tournoi abandonné | Tournoi abandonné | Tournoi abandonné | Tournoi abandonné | Tournoi abandonné | Tournoi abandonné | Tournoi abandonné |                   |                   |                   |                   |                   |                   |                   |                   |                   |                   |                   |                   |                   |                  |
| Masters d'Europe                         | Non tenu             | Non tenu             | Non tenu             | DQ                   | DQ                   | DQ                   | 1T                   | 2T                   | V                    | NC                   | Tournoi abandonné    | Tournoi abandonné    | Tournoi abandonné     | Tournoi abandonné     | Tournoi abandonné     | Tournoi abandonné     | Tournoi abandonné     | Tournoi abandonné     | Tournoi abandonné    | Tournoi abandonné    | Tournoi abandonné    | Tournoi abandonné    | Tournoi abandonné    | Tournoi abandonné    | Tournoi abandonné    | Tournoi abandonné | Tournoi abandonné | Tournoi abandonné | Tournoi abandonné | Tournoi abandonné | Tournoi abandonné | Tournoi abandonné | Tournoi abandonné | Tournoi abandonné | Tournoi abandonné | Tournoi abandonné | Tournoi abandonné | Tournoi abandonné | Tournoi abandonné | Tournoi abandonné |                   |                   |                   |                   |                   |                   |                   |                   |                   |                   |                   |                   |                  |
| Trophée d'Irlande du Nord                | Tournoi non existant | Tournoi non existant | Tournoi non existant | Tournoi non existant | Tournoi non existant | Tournoi non existant | Tournoi non existant | NC                   | QF                   | DF                   | 2T                   | Tournoi abandonné    | Tournoi abandonné     | Tournoi abandonné     | Tournoi abandonné     | Tournoi abandonné     | Tournoi abandonné     | Tournoi abandonné     | Tournoi abandonné    | Tournoi abandonné    | Tournoi abandonné    | Tournoi abandonné    | Tournoi abandonné    | Tournoi abandonné    | Tournoi abandonné    | Tournoi abandonné | Tournoi abandonné | Tournoi abandonné | Tournoi abandonné | Tournoi abandonné | Tournoi abandonné | Tournoi abandonné | Tournoi abandonné | Tournoi abandonné | Tournoi abandonné | Tournoi abandonné | Tournoi abandonné | Tournoi abandonné | Tournoi abandonné | Tournoi abandonné | Tournoi abandonné |                   |                   |                   |                   |                   |                   |                   |                   |                   |                   |                   |                  |
| Championnat de Bahreïn                   | Tournoi non existant | Tournoi non existant | Tournoi non existant | Tournoi non existant | Tournoi non existant | Tournoi non existant | Tournoi non existant | Tournoi non existant | Tournoi non existant | Tournoi non existant | 1T                   | Tournoi abandonné    | Tournoi abandonné     | Tournoi abandonné     | Tournoi abandonné     | Tournoi abandonné     | Tournoi abandonné     | Tournoi abandonné     | Tournoi abandonné    | Tournoi abandonné    | Tournoi abandonné    | Tournoi abandonné    | Tournoi abandonné    | Tournoi abandonné    | Tournoi abandonné    | Tournoi abandonné | Tournoi abandonné | Tournoi abandonné | Tournoi abandonné | Tournoi abandonné | Tournoi abandonné | Tournoi abandonné | Tournoi abandonné | Tournoi abandonné | Tournoi abandonné | Tournoi abandonné | Tournoi abandonné | Tournoi abandonné | Tournoi abandonné | Tournoi abandonné | Tournoi abandonné |                   |                   |                   |                   |                   |                   |                   |                   |                   |                   |                   |                  |
| Classique de Wuxi                        | Tournoi non existant | Tournoi non existant | Tournoi non existant | Tournoi non existant | Tournoi non existant | Tournoi non existant | Tournoi non existant | Tournoi non existant | Tournoi non existant | Tournoi non existant | Tournoi non classé   | Tournoi non classé   | Tournoi non classé    | Tournoi non classé    | 1T                    | DQ                    | QF                    | Abandonné             | Abandonné            | Abandonné            | Abandonné            | Abandonné            | Abandonné            | Abandonné            | Abandonné            | Abandonné         | Abandonné         | Abandonné         | Abandonné         | Abandonné         | Abandonné         | Abandonné         | Abandonné         | Abandonné         | Abandonné         | Abandonné         | Abandonné         | Abandonné         | Abandonné         | Abandonné         | Abandonné         | Abandonné         | Abandonné         | Abandonné         | Abandonné         | Abandonné         | Abandonné         |                   |                   |                   |                   |                   |                  |
| Open d'Australie                         | Tournoi non existant | Tournoi non existant | Tournoi non existant | Tournoi non existant | Tournoi non existant | Tournoi non existant | Tournoi non existant | Tournoi non existant | Tournoi non existant | Tournoi non existant | Tournoi non existant | Tournoi non existant | Tournoi non existant  | DF                    | QF                    | 2T                    | 2T                    | 1T                    | Tournoi abandonné    | Tournoi abandonné    | Tournoi abandonné    | Tournoi abandonné    | Tournoi abandonné    | Tournoi abandonné    | Tournoi abandonné    | Tournoi abandonné | Tournoi abandonné | Tournoi abandonné | Tournoi abandonné | Tournoi abandonné | Tournoi abandonné | Tournoi abandonné | Tournoi abandonné | Tournoi abandonné | Tournoi abandonné | Tournoi abandonné | Tournoi abandonné | Tournoi abandonné | Tournoi abandonné | Tournoi abandonné | Tournoi abandonné | Tournoi abandonné | Tournoi abandonné | Tournoi abandonné | Tournoi abandonné | Tournoi abandonné | Tournoi abandonné | Tournoi abandonné |                   |                   |                   |                   |                  |
| Masters de Shanghai                      | Tournoi non existant | Tournoi non existant | Tournoi non existant | Tournoi non existant | Tournoi non existant | Tournoi non existant | Tournoi non existant | Tournoi non existant | Tournoi non existant | 1T                   | 1T                   | DF                   | 2T                    | QF                    | DF                    | 2T                    | 2T                    | 2T                    | 1T                   | DQ                   | Non classé           | Non classé           | Non classé           | Non classé           | Non classé           | Non classé        | Non classé        | Non classé        | Non classé        |                   |                   |                   |                   |                   |                   |                   |                   |                   |                   |                   |                   |                   |                   |                   |                   |                   |                   |                   |                   |                   |                   |                   |                  |
| Classique Paul Hunter                    | Tournoi non existant | Tournoi non existant | Tournoi non existant | Tournoi non existant | Tournoi non existant | Tournoi non existant | Tournoi pro-am       | Tournoi pro-am       | Tournoi pro-am       | Tournoi pro-am       | Tournoi pro-am       | Tournoi pro-am       | Tournoi classé mineur | Tournoi classé mineur | Tournoi classé mineur | Tournoi classé mineur | Tournoi classé mineur | Tournoi classé mineur | A                    | F                    | 1T                   | NC                   | Tournoi abandonné    | Tournoi abandonné    | Tournoi abandonné    | Tournoi abandonné | Tournoi abandonné | Tournoi abandonné | Tournoi abandonné | Tournoi abandonné | Tournoi abandonné | Tournoi abandonné | Tournoi abandonné | Tournoi abandonné | Tournoi abandonné | Tournoi abandonné | Tournoi abandonné | Tournoi abandonné | Tournoi abandonné | Tournoi abandonné | Tournoi abandonné | Tournoi abandonné | Tournoi abandonné | Tournoi abandonné | Tournoi abandonné | Tournoi abandonné | Tournoi abandonné | Tournoi abandonné | Tournoi abandonné | Tournoi abandonné | Tournoi abandonné | Tournoi abandonné |                  |
| Open d'Inde                              | Tournoi non existant | Tournoi non existant | Tournoi non existant | Tournoi non existant | Tournoi non existant | Tournoi non existant | Tournoi non existant | Tournoi non existant | Tournoi non existant | Tournoi non existant | Tournoi non existant | Tournoi non existant | Tournoi non existant  | Tournoi non existant  | Tournoi non existant  | DQ                    | A                     | NT                    | DF                   | 3T                   | 2T                   | NT                   | Tournoi abandonné    | Tournoi abandonné    | Tournoi abandonné    | Tournoi abandonné | Tournoi abandonné | Tournoi abandonné | Tournoi abandonné | Tournoi abandonné | Tournoi abandonné | Tournoi abandonné | Tournoi abandonné | Tournoi abandonné | Tournoi abandonné | Tournoi abandonné | Tournoi abandonné | Tournoi abandonné | Tournoi abandonné | Tournoi abandonné | Tournoi abandonné | Tournoi abandonné |                   |                   |                   |                   |                   |                   |                   |                   |                   |                   |                  |
| Open de Chine                            | DQ                   | A                    | A                    | DQ                   | Non tenu             | Non tenu             | DQ                   | 1T                   | QF                   | F                    | QF                   | 1T                   | DF                    | 1T                    | DF                    | 3T                    | QF                    | 2T                    | QF                   | 1T                   | DQ                   | NT                   | Tournoi abandonné    | Tournoi abandonné    | Tournoi abandonné    | Tournoi abandonné | Tournoi abandonné | Tournoi abandonné | Tournoi abandonné | Tournoi abandonné | Tournoi abandonné | Tournoi abandonné | Tournoi abandonné | Tournoi abandonné | Tournoi abandonné | Tournoi abandonné | Tournoi abandonné | Tournoi abandonné | Tournoi abandonné | Tournoi abandonné | Tournoi abandonné | Tournoi abandonné |                   |                   |                   |                   |                   |                   |                   |                   |                   |                   |                  |
| Masters de Riga                          | Tournoi non existant | Tournoi non existant | Tournoi non existant | Tournoi non existant | Tournoi non existant | Tournoi non existant | Tournoi non existant | Tournoi non existant | Tournoi non existant | Tournoi non existant | Tournoi non existant | Tournoi non existant | Tournoi non existant  | Tournoi non existant  | Tournoi non existant  | Tournoi non existant  | CM                    | CM                    | A                    | DQ                   | 2T                   | DQ                   | Tournoi abandonné    | Tournoi abandonné    | Tournoi abandonné    | Tournoi abandonné | Tournoi abandonné | Tournoi abandonné | Tournoi abandonné | Tournoi abandonné | Tournoi abandonné | Tournoi abandonné | Tournoi abandonné | Tournoi abandonné | Tournoi abandonné | Tournoi abandonné | Tournoi abandonné | Tournoi abandonné | Tournoi abandonné | Tournoi abandonné | Tournoi abandonné | Tournoi abandonné |                   |                   |                   |                   |                   |                   |                   |                   |                   |                   |                  |
| Championnat de Chine                     | Tournoi non existant | Tournoi non existant | Tournoi non existant | Tournoi non existant | Tournoi non existant | Tournoi non existant | Tournoi non existant | Tournoi non existant | Tournoi non existant | Tournoi non existant | Tournoi non existant | Tournoi non existant | Tournoi non existant  | Tournoi non existant  | Tournoi non existant  | Tournoi non existant  | Tournoi non existant  | Tournoi non existant  | NC                   | F                    | 3T                   | V                    | Tournoi abandonné    | Tournoi abandonné    | Tournoi abandonné    | Tournoi abandonné | Tournoi abandonné | Tournoi abandonné | Tournoi abandonné | Tournoi abandonné | Tournoi abandonné | Tournoi abandonné | Tournoi abandonné | Tournoi abandonné | Tournoi abandonné | Tournoi abandonné | Tournoi abandonné | Tournoi abandonné | Tournoi abandonné | Tournoi abandonné | Tournoi abandonné | Tournoi abandonné |                   |                   |                   |                   |                   |                   |                   |                   |                   |                   |                  |
| Séries professionnelles                  | Tournoi non existant | Tournoi non existant | Tournoi non existant | Tournoi non existant | Tournoi non existant | Tournoi non existant | Tournoi non existant | Tournoi non existant | Tournoi non existant | Tournoi non existant | Tournoi non existant | Tournoi non existant | Tournoi non existant  | Tournoi non existant  | Tournoi non existant  | Tournoi non existant  | Tournoi non existant  | Tournoi non existant  | Tournoi non existant | Tournoi non existant | Tournoi non existant | Tournoi non existant | 2T                   | Tournoi non tenu     | Tournoi non tenu     | Tournoi non tenu  | Tournoi non tenu  | Tournoi non tenu  | Tournoi non tenu  | Tournoi non tenu  | Tournoi non tenu  | Tournoi non tenu  | Tournoi non tenu  | Tournoi non tenu  | Tournoi non tenu  | Tournoi non tenu  | Tournoi non tenu  | Tournoi non tenu  | Tournoi non tenu  | Tournoi non tenu  | Tournoi non tenu  | Tournoi non tenu  | Tournoi non tenu  | Tournoi non tenu  | Tournoi non tenu  | Tournoi non tenu  | Tournoi non tenu  | Tournoi non tenu  | Tournoi non tenu  | Tournoi non tenu  | Tournoi non tenu  | Tournoi non tenu  | Tournoi non tenu |
| Masters de Turquie                       | Tournoi non existant | Tournoi non existant | Tournoi non existant | Tournoi non existant | Tournoi non existant | Tournoi non existant | Tournoi non existant | Tournoi non existant | Tournoi non existant | Tournoi non existant | Tournoi non existant | Tournoi non existant | Tournoi non existant  | Tournoi non existant  | Tournoi non existant  | Tournoi non existant  | Tournoi non existant  | Tournoi non existant  | Tournoi non existant | Tournoi non existant | Tournoi non existant | Tournoi non existant | Tournoi non existant | DF                   | Non tenu             | Non tenu          | Non tenu          |                   |                   |                   |                   |                   |                   |                   |                   |                   |                   |                   |                   |                   |                   |                   |                   |                   |                   |                   |                   |                   |                   |                   |                   |                   |                  |
| Classique de snooker                     | Tournoi abandonné    | Tournoi abandonné    | Tournoi abandonné    | Tournoi abandonné    | Tournoi abandonné    | Tournoi abandonné    | Tournoi abandonné    | Tournoi abandonné    | Tournoi abandonné    | Tournoi abandonné    | Tournoi abandonné    | Tournoi abandonné    | Tournoi abandonné     | Tournoi abandonné     | Tournoi abandonné     | Tournoi abandonné     | Tournoi abandonné     | Tournoi abandonné     | Tournoi abandonné    | Tournoi abandonné    | Tournoi abandonné    | Tournoi abandonné    | Tournoi abandonné    | Tournoi abandonné    | 2T                   | Tournoi non tenu  | Tournoi non tenu  | Tournoi non tenu  | Tournoi non tenu  | Tournoi non tenu  | Tournoi non tenu  | Tournoi non tenu  | Tournoi non tenu  |                   |                   |                   |                   |                   |                   |                   |                   |                   |                   |                   |                   |                   |                   |                   |                   |                   |                   |                   |                  |
| Open de Gibraltar                        | Tournoi non existant | Tournoi non existant | Tournoi non existant | Tournoi non existant | Tournoi non existant | Tournoi non existant | Tournoi non existant | Tournoi non existant | Tournoi non existant | Tournoi non existant | Tournoi non existant | Tournoi non existant | Tournoi non existant  | Tournoi non existant  | Tournoi non existant  | Tournoi non existant  | Tournoi non existant  | CM                    | V                    | F                    | 3T                   | A                    | 3T                   | F                    | Non tenu             | Non tenu          | Non tenu          |                   |                   |                   |                   |                   |                   |                   |                   |                   |                   |                   |                   |                   |                   |                   |                   |                   |                   |                   |                   |                   |                   |                   |                   |                   |                  |
| Anciens tournois non classés             |                      |                      |                      |                      |                      |                      |                      |                      |                      |                      |                      |                      |                       |                       |                       |                       |                       |                       |                      |                      |                      |                      |                      |                      |                      |                   |                   |                   |                   |                   |                   |                   |                   |                   |                   |                   |                   |                   |                   |                   |                   |                   |                   |                   |                   |                   |                   |                   |                   |                   |                   |                   |                  |
| Trophée d'Irlande du Nord                | Tournoi non existant | Tournoi non existant | Tournoi non existant | Tournoi non existant | Tournoi non existant | Tournoi non existant | Tournoi non existant | QF                   | Tournoi classé       | Tournoi classé       | Tournoi classé       | Tournoi abandonné    | Tournoi abandonné     | Tournoi abandonné     | Tournoi abandonné     | Tournoi abandonné     | Tournoi abandonné     | Tournoi abandonné     | Tournoi abandonné    | Tournoi abandonné    | Tournoi abandonné    | Tournoi abandonné    | Tournoi abandonné    | Tournoi abandonné    | Tournoi abandonné    | Tournoi abandonné | Tournoi abandonné | Tournoi abandonné | Tournoi abandonné | Tournoi abandonné | Tournoi abandonné | Tournoi abandonné | Tournoi abandonné | Tournoi abandonné | Tournoi abandonné | Tournoi abandonné | Tournoi abandonné | Tournoi abandonné | Tournoi abandonné | Tournoi abandonné | Tournoi abandonné |                   |                   |                   |                   |                   |                   |                   |                   |                   |                   |                   |                  |
| Classique de Wuxi                        | Tournoi non existant | Tournoi non existant | Tournoi non existant | Tournoi non existant | Tournoi non existant | Tournoi non existant | Tournoi non existant | Tournoi non existant | Tournoi non existant | Tournoi non existant | RR                   | DF                   | V                     | DF                    | Tournoi classé        | Tournoi classé        | Tournoi classé        | Abandonné             | Abandonné            | Abandonné            | Abandonné            | Abandonné            | Abandonné            | Abandonné            | Abandonné            | Abandonné         | Abandonné         | Abandonné         | Abandonné         | Abandonné         | Abandonné         | Abandonné         | Abandonné         | Abandonné         | Abandonné         | Abandonné         | Abandonné         | Abandonné         | Abandonné         | Abandonné         | Abandonné         | Abandonné         | Abandonné         | Abandonné         | Abandonné         | Abandonné         | Abandonné         |                   |                   |                   |                   |                   |                  |
| Première ligue                           | A                    | A                    | A                    | A                    | A                    | A                    | A                    | RR                   | A                    | A                    | A                    | V                    | F                     | RR                    | RR                    | Tournoi abandonné     | Tournoi abandonné     | Tournoi abandonné     | Tournoi abandonné    | Tournoi abandonné    | Tournoi abandonné    | Tournoi abandonné    | Tournoi abandonné    | Tournoi abandonné    | Tournoi abandonné    | Tournoi abandonné | Tournoi abandonné | Tournoi abandonné | Tournoi abandonné | Tournoi abandonné | Tournoi abandonné | Tournoi abandonné | Tournoi abandonné | Tournoi abandonné | Tournoi abandonné | Tournoi abandonné | Tournoi abandonné | Tournoi abandonné | Tournoi abandonné | Tournoi abandonné | Tournoi abandonné | Tournoi abandonné | Tournoi abandonné | Tournoi abandonné | Tournoi abandonné |                   |                   |                   |                   |                   |                   |                   |                  |
| Grand Prix mondial                       | Tournoi non existant | Tournoi non existant | Tournoi non existant | Tournoi non existant | Tournoi non existant | Tournoi non existant | Tournoi non existant | Tournoi non existant | Tournoi non existant | Tournoi non existant | Tournoi non existant | Tournoi non existant | Tournoi non existant  | Tournoi non existant  | Tournoi non existant  | Tournoi non existant  | 1T                    | Tournoi classé        | Tournoi classé       | Tournoi classé       | Tournoi classé       | Tournoi classé       | Tournoi classé       | Tournoi classé       | Tournoi classé       | Tournoi classé    | Tournoi classé    | Tournoi classé    | Tournoi classé    | Tournoi classé    | Tournoi classé    | Tournoi classé    | Tournoi classé    | Tournoi classé    | Tournoi classé    | Tournoi classé    | Tournoi classé    | Tournoi classé    | Tournoi classé    | Tournoi classé    | Tournoi classé    | Tournoi classé    | Tournoi classé    | Tournoi classé    | Tournoi classé    | Tournoi classé    | Tournoi classé    |                   |                   |                   |                   |                   |                  |
| Shoot-Out                                | Tournoi non existant | Tournoi non existant | Tournoi non existant | Tournoi non existant | Tournoi non existant | Tournoi non existant | Tournoi non existant | Tournoi non existant | Tournoi non existant | Tournoi non existant | Tournoi non existant | Tournoi non existant | DF                    | A                     | A                     | A                     | 2T                    | A                     | Tournoi classé       | Tournoi classé       | Tournoi classé       | Tournoi classé       | Tournoi classé       | Tournoi classé       | Tournoi classé       | Tournoi classé    | Tournoi classé    | Tournoi classé    | Tournoi classé    | Tournoi classé    |                   |                   |                   |                   |                   |                   |                   |                   |                   |                   |                   |                   |                   |                   |                   |                   |                   |                   |                   |                   |                   |                   |                  |
| Championnat de Chine                     | Tournoi non existant | Tournoi non existant | Tournoi non existant | Tournoi non existant | Tournoi non existant | Tournoi non existant | Tournoi non existant | Tournoi non existant | Tournoi non existant | Tournoi non existant | Tournoi non existant | Tournoi non existant | Tournoi non existant  | Tournoi non existant  | Tournoi non existant  | Tournoi non existant  | Tournoi non existant  | Tournoi non existant  | DF                   | Tournoi classé       | Tournoi classé       | Tournoi classé       | Tournoi classé       | Tournoi classé       | Tournoi classé       | Tournoi classé    | Tournoi classé    | Tournoi classé    | Tournoi classé    | Tournoi classé    | Tournoi classé    | Tournoi classé    | Tournoi classé    | Tournoi classé    | Tournoi classé    | Tournoi classé    | Tournoi classé    |                   |                   |                   |                   |                   |                   |                   |                   |                   |                   |                   |                   |                   |                   |                   |                  |
| Masters de Hong Kong                     | Tournoi non existant | Tournoi non existant | Tournoi non existant | Tournoi non existant | Tournoi non existant | Tournoi non existant | Tournoi non existant | Tournoi non existant | Tournoi non existant | Tournoi non existant | Tournoi non existant | Tournoi non existant | Tournoi non existant  | Tournoi non existant  | Tournoi non existant  | Tournoi non existant  | Tournoi non existant  | Tournoi non existant  | Tournoi non existant | QF                   | Tournoi non tenu     | Tournoi non tenu     | Tournoi non tenu     | Tournoi non tenu     | Tournoi non tenu     | A                 | Non tenu          | Non tenu          | Non tenu          | Non tenu          | Non tenu          |                   |                   |                   |                   |                   |                   |                   |                   |                   |                   |                   |                   |                   |                   |                   |                   |                   |                   |                   |                   |                   |                  |
| Classique Paul Hunter                    | Tournoi non existant | Tournoi non existant | Tournoi non existant | Tournoi non existant | Tournoi non existant | Tournoi non existant | Tournoi pro-am       | Tournoi pro-am       | Tournoi pro-am       | Tournoi pro-am       | Tournoi pro-am       | Tournoi pro-am       | Tournoi classé mineur | Tournoi classé mineur | Tournoi classé mineur | Tournoi classé mineur | Tournoi classé mineur | Tournoi classé mineur | Tournoi classé       | Tournoi classé       | Tournoi classé       | F                    | Tournoi abandonné    | Tournoi abandonné    | Tournoi abandonné    | Tournoi abandonné | Tournoi abandonné | Tournoi abandonné | Tournoi abandonné | Tournoi abandonné | Tournoi abandonné | Tournoi abandonné | Tournoi abandonné | Tournoi abandonné | Tournoi abandonné | Tournoi abandonné | Tournoi abandonné | Tournoi abandonné | Tournoi abandonné | Tournoi abandonné | Tournoi abandonné | Tournoi abandonné |                   |                   |                   |                   |                   |                   |                   |                   |                   |                   |                  |

| Légendes des performances | Légendes des performances | Légendes des performances | Légendes des performances                                                      | Légendes des performances | Légendes des performances  |
| ------------------------- | ------------------------- | ------------------------- | ------------------------------------------------------------------------------ | ------------------------- | -------------------------- |
| DQ                        | Défaite en qualifications | XT                        | Défaite au tour X WC = tour d'invitation (tour de wild card), RR = round-robin | QF                        | Défaite en quart de finale |
| DF                        | Défaite en demi-finale    | F                         | Défaite en finale                                                              | V                         | Victoire                   |
| NQ                        | Non qualifié              | A                         | Absent/Forfait                                                                 | F                         | Retrait du tournoi         |
| D                         | Disqualifié du tournoi    |                           |                                                                                |                           |                            |

| NT / Non tenu              | NT / Non tenu              | NT / Non tenu              | NT / Non tenu              | Tournoi non tenu      |
| NC / Tournoi non classé    | NC / Tournoi non classé    | NC / Tournoi non classé    | NC / Tournoi non classé    | Tournoi non classé    |
| C / Tournoi classé         | C / Tournoi classé         | C / Tournoi classé         | C / Tournoi classé         | Tournoi classé        |
| CM / Tournoi classé mineur | CM / Tournoi classé mineur | CM / Tournoi classé mineur | CM / Tournoi classé mineur | Tournoi classé mineur |